# Морли, Сильванус
Сильва́нус Гри́зуолд Мо́рли (англ. Sylvanus Griswold Morley; 7 июня 1883, Честер, Пенсильвания — 2 сентября 1948, Санта-Фе, Нью-Мексико) — американский археолог, эпиграфист и майянист, внёсший значительный вклад в изучение доколумбовой цивилизации майя в первой половине XX века. Его учениками являлись Татьяна Проскурякова и Эрик Томпсон. Кроме того, в 1917—1919 годах Морли был агентом американского военно-морского министерства в Мексике, Гондурасе и Никарагуа, расследуя деятельность немецких шпионов и антиамериканскую деятельность, из-за чего подвергся нападкам со стороны Ф. Боаса за «профанацию науки», служившей прикрытием для контрразведки.
Будущий майянист родился в семье преподавателя химии Пенсильванского военного колледжа; по воле отца в 1904 году получил степень бакалавра гражданской инженерии. После смерти родителя поступил в Гарвардский университет, где изучал антропологию и египтологию. С детства интересуясь цивилизациями Центральной Америки, в университете он обратился к изучению американистики, получив по этой специальности магистерскую степень (1908) и членство Американского института архитекторов, но докторскую диссертацию так и не защитил (в 1921 году Пенсильванский военный колледж присвоил ему докторскую степень honoris causa). Первые полевые исследования Морли провёл в Нью-Мексико и был связан с этим штатом всю последующую жизнь. В 1910—1912 годах вёл раскопки в Киригуа, там же впервые проводил реставрацию памятников Древней Америки (в 1935 году выпустил путеводитель по руинам). В 1921 году удостоен почётного гражданства муниципалитета Санта-Роса-де-Копан. В 1914 году впервые вёл работы в Чичен-Ице на средства Института Карнеги, до 1929 года руководил археологическим отделом Института, определяя его программу, в 1924—1940 годах возглавлял стационарную экспедицию на городище Чичен-Ицы. В 1916 году открыл руины Вашактуна — одного из древнейших городов майя. Параллельно С. Морли начал программу всестороннего изучения надписей майя, лично занимаясь поиском и съёмкой эпиграфических памятников. В 1915 году опубликовал «Введение в изучение иероглифов майя», и в 1920-м «Надписи Копана» — первую сводную публикацию эпиграфических памятников с одного городища; в 1937—1938 году выпустил пятитомные «Надписи Петена», за которые был удостоен гватемальского Ордена Кетцаля и премии Колумбийского университета. Морли интересовался хронологией, отождествил иероглифы, обозначающие 360-дневный цикл (тун), его начало и завершение, и циклы в пять и десять тунов. В 1930-е годы широко занимался популяризацией культуры древних майя. Его обобщающая книга «Древние майя» (1946) заложила стандарт подобного рода публикаций и переиздавалась шесть раз, не считая перевода на испанский язык. В 1947 году Сильванус Морли был назначен директором Музея Нью-Мексико в Санта-Фе. Скончался от сердечного заболевания.
Полным тёзкой и однофамильцем майяниста, с которым его часто путали, являлся его кузен по матери Сильванус Гризуолд Морли (1878—1970) — профессор испанской и португальской литературы в Калифорнийском университете в Беркли.

## Биография

### Ранние годы (1883—1903)
Сильванус Гризуолд Морли родился 7 июня 1883 года в Честере к югу от Филадельфии, в семействе среднего класса. Отец — Бенджамин Франклин Морли — был потомком сенатора Гризуолда (в честь которого Сильванусу было дано среднее имя), получил образование в Пенсильванском военном колледже, и дослужился до звания полковника. Ко времени рождения сына он преподавал в родном колледже химию и математику. Мать — урождённая Сара Элинор Констанс де Ланнуа, была внучкой судьи Верховного суда Бельгийского королевства, её отец преподавал в Пенсильванском колледже языки. В браке Бенджамина Франклина и Сары Элинор родилось шестеро детей (ещё Констанс, Генри, Элис, Элинор и Элизабет), из которых Сильванус был самым старшим. Семейным прозвищем его было «Вэй»; у него был старший кузен — однофамилец и полный тёзка — Сильванус Гризуолд Морли, которого называли «Меньшим» (Small). В 1894 году отец расстался с преподаванием и переехал в шахтёрский город Бьюна-Виста, где владел долей в руднике «Мэри Мёрфи».
Судя по сохранившимся сведениям, «Вэй» Морли не выделялся особыми способностями, но рано пристрастился к чтению приключенческих книг и вестернов, а также исторических романов (в том числе Лью Уоллеса и Райдера Хаггарда). В 15-летнем возрасте он прочитал «Завоевание Нового Света» Прескотта. Морли также собирал фотокарточки с портретами европейских монархов, пытался составлять генеалогию Бурбонов (по «Британской энциклопедии»), но с явной неохотой учился играть на скрипке, на чём настаивала мать (и даже платила ему 10 центов за час занятий). В его увлечении историей его поддерживал глава Колорадской горной школы Режи Шовене, который убедил Сильвануса написать Фредерику Уорду Патнэму. Антрополог и куратор Музея Пибоди ответил любознательному юноше, и посоветовал читать трактат «Туземные расы» Хьюберта Бэнкрофта — лучшее изложение американских древностей того времени. Книгу он нашёл в библиотеке местной тюрьмы (дочь надзирателя была первой любовью Вэя, и он даже наколол её имя на ноге). Отец сильно не одобрял занятий своего первенца, и настоял на получении инженерной профессии в Пенсильванском военном колледже. Сильванус подчинился, и преуспел в учёбе. Позднее он вспоминал, что преподаватель немецкого языка заставил их на первом же уроке выучить «Лорелею» как условие успешного прохождения курса. В 1903 году полковник Морли погиб при несчастном случае на шахте; Элинор Морли немедленно вернулась со всеми детьми в Филадельфию (в пригород Суортмор). Сильванус в это время находился на заключительном году обучения. В 1904 году он окончил колледж с отличием, и приобретённые навыки топографа, картографа и чертёжника немало помогали в его дальнейшей работе.

### Университет. Выбор призвания (1904—1908)
Не связанный отцовской волей, Сильванус Морли решил поступить в Гарвардский университет. В Филадельфийском колледже соседом Вэя по комнате был Джон Уэтерил — младший брат землевладельца и археолога-любителя Ричарда Уэтерила, который открыл в Колорадо пещерный город Меса-Верде. По мнению биографа Роберта Бранхауса, мать согласилась потому, что расходы на дальнейшее обучение Сильвануса взяла на себя вдова его двоюродного деда Генри Морли — тётя Вирджиния. Вэй каждое лето проводил в её доме в Уинсоре (штат Нью-Йорк), однажды праздновал с ней Рождество и всегда заезжал в гости в начале каждого семестра. В университете Сильвануса сразу приняли на второй курс, учитывая предметы, которые он сдавал в колледже (но с обязательством сдать экзамен по латыни). Не связанный необходимостью зарабатывать, он сочетал активную учёбу со светской жизнью, ходил в театр и водил девушек в фешенебельные рестораны. Предметом постоянной привязанности сделалась Элис Уильямс, отношениям с которой Сильванус уделял всё больше времени. Не нуждаясь в деньгах, Морли не пренебрегал репетиторством сокурсников, но неизвестно, за какую плату. В 1905 году он выиграл стипендию в 200 долларов; кроме того, сохранилась квитанция за полученные им 36 долларов за проект, выполненный для Музея Пибоди.
Несмотря на внешнее легкомыслие, Морли поступал в университет с конкретной целью. Сначала он работал с антропологом Патнэмом (неформальными их отношения стали с января 1907 года) и египтологом Джорджем Рейснером, но довольно быстро понял, что египтология не является его призванием. Каждый семестр Сильванус записывался на шесть курсов, в том числе по философии, сравнительному литературоведению и французскому языку. Выбор медиевистики оказался ошибочным; эпизодическим увлечением был писательский семинар, на котором Вэй сочинил два рассказа. Худшие результаты Морли продемонстрировал на экзаменах по испанскому и латинскому языкам. Для сдачи последнего понадобилось выучить наизусть три тысячи строк из Вергилия. В летний семестр 1906 года Морли занимался классической археологией у Оливера Тонкса. Попытка записаться на курс индейских языков оказалась неудачной, так как, кроме Морли, им никто не заинтересовался. К майянистике Сильвануса подтолкнул Роланд Диксон, а наставником в профессии сделался Альфред Тоззер, на курс которого записалось всего четыре студента, в том числе Морли. За успехи по курсу археологии майя он выиграл стипендию Николса (в 200 долларов). В дневниковой записи от 24 января 1906 года зафиксировано согласие тёти Вирджинии оплатить поездку в Мексику, вероятно, в следующем году. Летом 1906 года Морли выписал себе существовавшую в то время литературу о цивилизации майя на французском и немецком языках и впервые занимался «алфавитом Ланда». Патнэм не позволил Вэю ехать на ознакомительную практику летом, свёл его с Эдвардом Томпсоном (знакомство Морли с его дочерью вызвало ревность Элис Уильямс) и направил в Бостон для шестинедельных практических занятий испанским языком. Тётя Вирджиния прислала чек на 650 долларов, часть из которых была потрачена на кольцо с бриллиантом для Элис. 31 января 1907 года на пароходе «Эдвин Брэнтон» Морли отправился на Юкатан.
Первое путешествие Морли в Мексику длилось четыре месяца. В Мериду он прибыл во время карнавала, что сразу определило его отношение к стране. В дневнике описывалась красота креолок, хотя Сильванус ещё не мог говорить по-испански. Главными его знакомцами стали супруги Джеймсы, державшие антикварный магазин; соседом по отелю был Эдуард Зелер, директор американского отдела Берлинского музея народоведения. Сильванус познакомился также с австрийцем Теобертом Малером, который принял его сердечно, несмотря на разницу в возрасте; Морли купил у него лакандонскую курильницу и много фотографий с памятниками и надписями майя. Сильванус нанёс визит Эдварду Томпсону, который был принят в религиозное братство индейцев, что позволило Морли в последний день карнавала увидеть традиционные майяские пляски. Первым соприкосновением с древностями стала однодневная экскурсия в Акансех, за которой последовали две недели в Ушмале, Лабне, Кабахе и Сайиле. Старожилы-американцы преподали Морли правило знакомиться в новом месте с местным авторитетом («jefe politico»), из-за чего гарвардский студент никогда не испытывал проблем с постоем, хорошей едой и проводниками. Главным гидом стал Адельберто Альвирес, владевший английским языком. Поездка была нелёгкой: стояла сильная жара, дороги и тропы были почти непроходимыми, но сил американца хватало на обмеры зданий и зарисовки рельефов и надписей. Поездка в Майяпан его разочаровала, и в конечном итоге большую часть юкатанской поездки заняло пребывание на асьенде Томпсона в Чичен-Ице. Обратный путь проходил через Прогресо и Веракрус с посещением Митлы, Монте-Альбана, Пуэблы и Мехико. По мнению Морли, руинам Центральной Мексики недоставало величия, по сравнению с юкатанскими, но Национальный музей антропологии произвёл огромное впечатление, хотя Сильванус был тогда, скорее, туристом, а не учёным. Во время его пребывания в Мексике Морли был заочно удостоен степени бакалавра археологии cum laude. Пробыв некоторое время в Филадельфии, Морли в июле — августе 1907 года работал на раскопках в Нью-Мексико вместе с Альфредом Киддером, с которым Морли подружился на всю жизнь. Основные работы велись в каньоне Мак-Эльмо, итогом стала первая публикация Сильвануса. Руководителем работ был Эдгар Хьюитт, с которым Морли поддерживал контакты, по крайней мере, до 1914 года, и который сделал Сильвануса поклонником колониальной архитектуры Нью-Мексико.
Последний год в Гарварде был посвящён у Сильвануса подготовке магистерской диссертации и свадьбы. Щедрость тёти Вирджинии позволяла по-прежнему не заботиться о заработках. Диссертация «The Four Principal Gods of the Maya Codices and Their Name Glyphs» («Четыре главных божества майяских кодексов и иероглифы их имён») объёмом 168 страниц включала множество прорисовок памятников. Морли был принят в Клуб антропологов, где читал доклад о результатах раскопок на Юго-Западе, а также записался в школу Берлица в Бостоне, так как остро нуждался в свободном владении испанским языком. Впрочем, из-за общей занятости он пропускал много занятий. Американский институт архитекторов удостоил Морли своего членства на 1908—1909 годы, однако в конечном итоге он не стал готовить докторскую диссертацию. По утверждению историков Чарльза Харриса и Луи Сэдлера, Морли вызвал недовольство Чарльза Боудича, поскольку без консультаций с ним использовал некоторые материалы Музея Пибоди из Наранхо, после чего, якобы, Боудич заявил, что тот никогда не получит докторской степени и его проекты не будут поддержаны. Дед его невесты — сенатор от Нью-Гэмпшира Джейкоб Гэллинджер — устроил в феврале 1908 года Сильванусу собеседование с руководством Смитсоновского института и Института Карнеги. В результате Морли получил работу в археологической школе в Санта-Фе с жалованьем 600 долларов в год на испытательном сроке с увеличением её в два раза после перехода в штат. После этого Вэй сделал официальное предложение руки и сердца Элис Уильямс и получил согласие её семьи. В июне 1908 года Морли получил степень магистра американистики и штатное место куратора Археологический школы в Санта-Фе под началом Эдгара Хьюитта, участвовал в летних раскопках. 30 декабря 1908 года Морли женился на Элис Уильямс.

### Сильванус Морли и Археологическая школа в Санта-Фе (1909—1914)
В 1909 году директор Э. Хьюитт отправил С. Морли в экспедицию в Мексику, главной целью которой было исследование закономерностей ориентации построек майя в пространстве. Были измерены по несколько десятков зданий в Чичен-Ице, Ушмале и Кабахе. В этом последнем городище Вэй устроил лагерь в «Храме масок», и тут же слёг с сильнейшим приступом малярии; в переписке он утверждал, что боялся смерти. Его выходил местный знахарь с женой, и Морли вернулся в Мехико, где малярийный приступ повторился. Никаких существенных научных результатов достигнуто в этот раз не было, не последовало ни публикаций, ни докладов. Впрочем, Морли убедился, что архитекторы Ушмаля были квалифицированными и весьма тщательно и детально планировали свою работу. В начале 1910 года Эдгар Хьюитт начал собственную экспедицию в Гватемале, в которой участвовали Морли и фотограф Джесси Нусбаум. План работ подсказал Виктор Каттер, управляющий гватемальским отделением United Fruit Company: фирма только что приобрела земли с древним городищем Киригуа и интересовалась, какие древности могут быть найдены. Каттер предоставил для раскопок 74 акра земель (29,95 га) с руинами и предоставил рабочую силу, а также дал разрешение использовать склады и больницы компании. После успеха в первом сезоне компания оплачивала половину расходов экспедиции. Попутно археологи съездили на руины Копана в соседнем Гондурасе, пробыв там два дня. Вэй более или менее научился говорить по-испански и общался с туземными рабочими и десятниками.
Существенные результаты последовали к 1912 году: в этом сезоне в экспедиции работал студент Университета Колорадо Эрл Моррис, именно он открыл храм, в котором Морли опознал календарную запись VI века нашей эры. Хьюитт большей частью занимался административными делами в столице страны, и всю полевую работу планировал и осуществлял Сильванус. Именно он общался с копачами и рабочими на расчистке джунглей, был табельщиком, казначеем, толмачом, да ещё и развешивал пайки (пищей были недовольны все). Жена не сопровождала его в этом сезоне. Поскольку Страстная неделя в 1912 году была нерабочей, Морли и Моррис воспользовались каникулами для обследования Копана и поиска надписей. Морли неожиданно обнаружил, что популярен у местных жителей, а алькальд Хуан Рамон Куэва предоставил американцам для постоя новое здание тюрьмы, поскольку оно было сухим и не заражённым насекомыми. Здесь удалось нанять повариху Хулию Сифигу, которая работала почти во всех экспедициях Морли. Для поиска эпиграфических памятников приходилось быть изобретательными: современные индейцы использовали древние строительные материалы и, например, куски разбитых стел традиционно использовались для оград. Пока Морли отыскивал «эпиграфический бекон» (его любимое выражение), Моррис привёл в порядок могилу Джона Оуэнса, учёного Пенсильванского музея, который умер от лихорадки во время экспедиции 1893 года и был погребён у подножья Иероглифической лестницы. В Страстную пятницу Морли слёг с сильнейшим малярийным приступом и в бреду повторял, что не хочет повторить судьбу Оуэнса. Моррис за два часа нашёл мулов и договорился с погонщиком, после чего они в буквальном смысле бегом, нещадно подхлёстывая животных, устремились в горы.
В сезон 1913 года Морли и Нусбаум должны были подготовить фотоальбом для Панамо-Калифорнийской выставки в Сан-Диего, которая планировалась к открытию в 1915 году. Учёного сопровождала жена Элис и новорождённая дочь Элис Вирджиния, которых поселили на асьенде Санта-Крус в Мериде. Сильванус планировал фотографировать как древние руины, так и бытовые сцены из жизни современных майя. Кроме того, он загорелся идеей снять художественный фильм из жизни майя, занимался поиском индейцев, «демонстрирующих чистый майяский тип». Дальнейшая судьба этого проекта неизвестна. После работ в Чичен-Ице фотографы переехали в Вальядолид, славившийся ремесленниками. Нусбаум снимал плантации и технику плетения сизаля для коммерческого отдела выставки. Далее было решено проехать на восточное побережье до Тулума: эта местность только что была замирена после великой «Юкатанской войны рас». Нусбаум рассчитывал заснять переговоры вождей индейцев и мексиканских военных, а Морли интересовали надписи, зафиксированные когда-то Стефенсом, которые давали дату 320 года нашей эры, что Вэй посчитал несообразностью. Путешествие шло по морю из Прогресо до Косумеля, а до Тулума Морли добирался на арендованной лодке. При пересечении барьерного рифа команда опрокинула лодку, фотоплёнки и фотоаппараты были залиты водой. Исследователям оставалось только осмотреть руины и полагаться на свою память и зарисовки. Поездка оказалась полностью провальной: Нусбаума не пустили на переговоры и он сделал только несколько фотографий, а стелу в Тулуме Морли так и не нашёл. Впрочем, путешествие Морли неожиданно получило серьёзный резонанс в местной прессе Нью-Мексико.
В промежутках между экспедициям Сильванус Морли активно участвовал в общественной жизни Санта-Фе. В 1912 году он вошёл в состав только что созданного Совета городского планирования, в котором состояли директор Хьюитт, экс-губернатор Нью-Мексико М. Отеро, и другие. Совет должен был разработать политику преодоления экономического упадка города, и Морли быстро занял непримиримую позицию в отношении политики планирования городской среды. Он добился сохранения исторического облика колониального центра города и стоял у истоков появления оригинального архитектурного «стиля Санта-Фе» (или «испано-пуэбло»), что сделало город крупным туристическим центром. Ещё в 1910 году Морли приобрёл городскую усадьбу Роке Лобато, которая явилась для него своеобразным экспериментальным полигоном, так как он вместе с Нусбаумом готовил выставку «Новый Старый Санта-Фе», открывшуюся в ноябре 1912 года в отреставрированном губернаторском дворце. Выставка была подготовлена всего за одиннадцать недель. В 1915 году, уже после развода и продажи дома, Морли в опубликованной им статье описал принципы, которыми руководствовался при реконструкции. Сильванус оштукатурил саманные стены в цвет земли, сохранив простые и монументальные объёмы постройки, подчёркиваемые парапетом крыши и выступающими водоводами. Изнутри дом был оснащён всеми удобствами (к наличию которых Морли был чувствителен даже в экспедициях) и камином. Впрочем, последовавший туристический бум учёный не одобрял, поскольку по мировоззрению был ярко выраженным элитаристом.

### Институт Карнеги (1914—1916)
Ещё в 1912 году стало очевидно, что планы на будущее Э. Хьюитта и С. Морли принципиально не совпадают. Судя по дневнику и переписке, 29-летний учёный вынашивал амбициозный проект раскопок и реставрации руин Чичен-Ицы, и нуждался в серьёзном покровителе в столице. Бюджет этого предприятия он оценивал в 10 000 долларов ежегодно на срок, по крайней мере, десять лет. К тому времени Институт Карнеги, преимущественно разрабатывавший фундаментальную естественнонаучную тематику, был близок к включению археологической тематики в свой план и штатное расписание. Лоббистами кандидатуры Морли выступили Смитсоновский институт и его Национальный музей. Попечительский совет одобрил проект Морли в декабре 1912 года, но встреча с президентом Института Вудвордом прошла крайне неудачно: физик-администратор считал археологов гробокопателями и полагал, что их работу отлично выполняют музеи. 9 мая 1913 года Сильванус Морли подал заявку в правительство Мексики о выделении концессии на раскопки Чичен-Ицы, которая так и осталась без ответа. Летом 1913 года, из-за того, что альтернативные кандидаты так и не появились на заседании правления, Вудворд одобрил назначение Морли куратором археологического направления и научным сотрудником Института. Он должен был получать жалованье 1053 доллара в год, не считая оплаты дорожных расходов (этнограф Риверс получал жалованье в 1500 долларов в год); тогда же произошло знакомство Вэя с инженером Парсонсом, который добивался открытия археологического отдела Института Карнеги ещё с 1907 года. Тот разъяснил молодому учёному искусство написания отчётов, которые бы нравились руководству и помогали выделению денег. Морли представил крайне эффектную презентацию и бизнес-план, в котором предусмотрел все мелочи, вплоть до платы индейским подёнщикам. Окончательное решение вопроса о проекте Морли рассматривалось на заседании попечительского совета Института Карнеги 15 января 1914 года. Решение было положительным, но сам проект раскопок был отставлен, так как в Мексике шла революция и неизбежной была интервенция США в эту страну. Это привело к конфликту с Хьюиттом, который прямо задал Морли вопрос, на кого тот работает. В ожидании новостей Морли за собственный счёт поехал в экспедицию в Петен. Экспедиция длилась пять месяцев, затронув Тикаль, Яшчилан, Пьедрас-Неграс и Киригуа. Также Морли на моторной лодке отправился в Британский Гондурас, где поработал в Наранхо с Гербертом Спинденом, с которым был давно знаком.
14 июля 1914 года, когда Морли гостил у матери, он получил официальное предложение Вудворда войти в штат Института Карнеги и приглашение на собеседование. Вудворд и Морли общались трижды, Морли разъяснял календарную систему майя, демонстрировал кроки и фотографии. В результате, до начала реализации полевого проекта, Морли был принят научным сотрудником института с заданием по реконструкции хронологии майя. Из-за того, что во время третьей встречи у Морли случился приступ малярии, Вудворд предложил Морли базироваться в Санта-Фе. Единственным условием была чисто научная работа, не связанная с вывозом древностей в США. В будущем, из-за взрыва культурного национализма в Латинской Америке, это сильно облегчало работу экспедиций Института Карнеги. Эпиграфическая экспедиция Института Карнеги 1915 года длилась четыре с половиной месяца, с посещением Копана и Канкуна, а также округа Кайо. Пятидневная вылазка тропами «чиклерос» (сборщиков смолы сапотового дерева) показала Морли, что необитаемые джунгли в древности были покрыты поселениями и довольно крупными городскими центрами. Пока Морли отсутствовал, его супруга Элис подала на развод, оформленный в октябре 1915 года.
Самым продуктивным в карьере Морли и самым тяжёлым оказался экспедиционный сезон 1916 года. При отплытии из Нового Орлеана в состав команды впервые был включён врач Джордж Андерхилл (который оказался полезнее для налаживания отношений с индейцами, хотя не владел испанским). Пребывание в Копане прошло спокойно, но далее Морли решил внимательно исследовать Тулум. В Белизе Морли зафрахтовал тридцатилетний буксир «Corozal», совершенно неприспособленный к морскому волнению, и двухдневный переход превратился в пытку; вдобавок, всё экспедиционное оборудование пришлось переносить на руках через рифы и полосу прибоя. Ему всё-таки удалось отыскать стелу Стефенса, которая, как оказалась, была разбита американцем Хоу в 1910 году и прикопана на морском побережье. Удалось отыскать и иные датированные надписи; далее пришлось вызывать в качестве художника и фотографа Томаса Ганна, чтобы снять точные копии фресок Верхнего храма. Морли был в недоумении: расшифрованная им дата соответствовала 290 году нашей эры, и была, как минимум, на тысячу лет старше тулумских построек. Удалось сделать почти сто фотографий, Ганн снял на кальку пятнадцать фигур с храмовых фресок и разметил цветовую гамму; также была снята точная карта местности, панорамный вид города и прорисовки храмовых фасадов. После возвращения в штормовую погоду «Corozal» чуть не перевернулся под волнами, а в десяти милях от Белиза закончился уголь. Эпопея с возвращением заняла восемь дней. Из-за восстания в Петене пришлось отказаться от поездки в Пьедрас-Неграс и возвращения в Мексику по Усумасинте. Андерхилл и картограф Лотроп уехали в США, и Морли пришлось просить United Fruit Company уступить ему врача Лафлера. Сильванус сначала хотел ехать в Наранхо, но «чиклерос» за мзду сообщили о перспективном поле руин, которое сам Морли потом назвал Вашактуном. 20 апреля команда прибыла в Кайо, где ещё пять дней готовилась пробивать джунгли. Были наняты проводники Хосе и Хасинто Родригес, которые обещали показать руины и четыре целые стелы. Хасинто дезертировал, а вскоре появились новости, что восстали чиклерос и захватили обширные территории. Морли в этих условиях решил продолжать экспедицию: записи следующей недели однообразны и касаются только дороги. Сбежали четыре мула, а у Хосе случился малярийный приступ такой силы, что он не воспринимал реальности, и Лафлер опасался летального исхода. 4 мая врач вколол ему наркотик, и он смог встать на ноги, и довёл Морли и Лафлера до обещанных руин. Через пять дней работ Морли отыскал Стелу 9, которая доказывала, что Вашактун — самый древний город майя: надпись на ней соответствовала 328 году (Морли ошибочно рассчитал её как 50 год до н. э.). Из-за истощения запасов 11 мая нужно было возвращаться в Кайо. Морли узнал, что восставшими руководит Тринидад Флорес, с которым археолог был неплохо знаком. Он отправил ему письмо, и 14 мая получил ответ через британского подрядчика Ладислао Ромеро, что исследователи могут быть совершенно спокойны и заниматься своими делами. В дневнике Сильвануса эти события совершенно не упоминаются. Однако на границе Британского Гондураса караван был обстрелян гватемальскими военными, врач Лафлер был убит. Морли похоронил его на кладбище Эль-Кайо, и затем послужил горевестником, заехав в Луизиану, где проживал брат покойного. 9 июня 1916 года Морли отчитывался перед руководством Института Карнеги в Вашингтоне, которое сделало запрос в Госдепартамент, передавший ноту правительству Гватемалы. Также руководство Института запретило Морли посещать Гватемалу.

### Секретный агент № 53 (1917—1919)
Незадолго до вступления США в Первую мировую войну, Сильванус Морли обратился в Управление военно-морской разведки США с докладной запиской, содержащей список специалистов — антропологов, археологов и этнографов, которые бы могли работать в Латинской Америке для сбора разведданных. Фамилии были названы с согласия этих лиц, которые были готовы стать агентами правительства. Морли аргументировал это тем, что гражданские специалисты обладают почти идеальным прикрытием, и местные власти привыкли видеть их в самых труднодоступных местах; вдобавок, учёные обладали широчайшей сетью знакомств. Главной целью был поиск немецких шпионов и предупреждение атак немецких подводных лодок (U-boat), которые, теоретически, могли базироваться на побережье. 27 марта 1917 года Морли был призван для прохождения медицинской комиссии ВМФ и 6 апреля принёс присягу. 7 апреля он официально был зачислен в резерв Береговой охраны в звании энсина. Официально он был зачислен в Бюро навигации, подчиняясь при этом начальнику разведки, числясь в ведомостях как «Агент № 53»; куратором его стал Чарльз Александер Шелдон. Морли было предписано следовать в Центральную Америку, бороться с прогерманскими настроениями местной элиты, искать сведения о базировании германских подлодок и организовать сеть агентуры на побережье Карибского моря. Морли получил самые общие инструкции и не проходил обучения; задание ему предстояло выполнять самостоятельно, базируясь в Гватемале, несмотря на формальный запрет начальства на посещение страны. Помощником-картографом был назначен Джон Хелд, уже несколько раз работавший с ним. Параллельно то же задание было поручено Герберту Спиндену (агент № 56, был призван 6 апреля 1917 года). Морли готовил новую экспедицию прикрытия, базируясь в клубе «Космос» в Вашингтоне, все его закупки оплачивал Институт Карнеги. Вдобавок, с 23 января правление повысило жалованье Морли до 2640 долларов, а поскольку как энсин он получал 1700 долларов в год, Институт доплачивал только разницу, составлявшую 78 долларов 33 цента в месяц. 19 апреля был утверждён план работ Морли на 1917 год, обозначенных как «археологическая разведка» и не привязанных ни к какой конкретной местности. 22 апреля миссия Морли началась, когда он выехал поездом из Нью-Йорка в Новый Орлеан. В отличие от Спиндена, новая экспедиция Морли не освещалась в прессе.
Миссия Морли в Гватемале облегчалась тем, что диктаторский режим Кабреры создал жёсткую систему слежки за населением, кроме того, 23 апреля 1917 года страна разорвала дипломатические отношения с Германией, и германских подданных не пускали через границу. Главным гватемальским агентом Морли стал его коллега Сэмюэл Лотроп. Во второй половине 1917 года Морли посетил Сан-Сальвадор и Тегусигальпу, его маршруты проходили по территориям Британского Гондураса и Никарагуа. Общий объём разведывательных отчётов и донесений Морли в Вашингтон превышает десять тысяч машинописных страниц. Три объёмных доклада были опубликованы в 2003 году. Дневник 1917—1919 годов полон «лакунами», как он их сам называл, когда он только перечислял пункты, которые посетил (с указанием даты), или людей, с которыми устраивал «конференции». 7 июня 1917 года Морли и Хелд пережили мощное землетрясение в Сан-Сальвадоре, в результате которого началось извержение вулкана Сан-Сальвадор; в столицу они прибыли вскоре после катастрофы. Послом США тогда был Боаз Лонг, знакомый с Морли ещё с 1907 года; в своих отчётах резидент утверждал, что оказанная посольством помощь пострадавшим горожанам сильно уменьшила антиамериканские настроения в республике Сальвадор. В июле Морли ещё раз ездил в Сальвадор, сопровождая агента Госдепартамента. Далее началось обследование Москитового берега, который представлял наибольший интерес для разведки. Это была самая тяжёлая часть миссии: Морли страдал от малярийных приступов и кожной болезни, вызванной постоянной влажностью. Своему куратору Морли писал, что рассчитывает получить к рождественским каникулам отпуск в США, но это вызвало неудовольствие. После завершения миссии у берегов Гондураса и Никарагуа Морли восстанавливался в Гватемале, где, несмотря на плотный график, одновременно для души и прикрытия своей миссии работал в национальном архиве страны, где, например, смог держать в руках оригинальную рукопись Берналя Диаса. Гватемала подверглась серии подземных толчков с 25 декабря 1917 по 24 января 1918 года; Морли лично испытал землетрясения 25 декабря, 29 декабря и 3 января; во время самого сильного удара 24 января он находился в Белизе. Отчёт о полном разрушении гватемальской столицы Морли опубликовал в «American Museum Journal»; напротив, Спинден прибыл в город как раз 24 января, и опубликовал общий обзор землетрясений в Сальвадоре и Гватемале в журнале «National Geographic».
Археологические исследования не прерывались во всё время разведывательной работы: в мае 1917 года Морли посетил Копан; в 1918 году обследовал побережье Кинтана-Роо, посетил регион Пуук в центральном Юкатане и дошёл до Паленке (который покинул 3 мая 1918 года). Это было первое пребывание Морли в данном регионе за пять лет. При прохождении мексиканской таможни много проблем вызвал провоз большого количества оружия, однако вопрос был решён шестью бутылками бордо из личных запасов Сильвануса, так как на Юкатане был объявлен сухой закон. Хелд в этих путешествиях активно зарисовывал древности и составлял карты местности, но у них с Сильванусом случилось, по крайней мере, два крупных конфликта. Впрочем, они поддерживали общение и многие годы спустя. Хелд впервые выполнил репродукции цветной керамики майя, большая часть которой содержалась в коллекции Хусто Армаса в Сальвадоре. В отчёте Института Карнеги эти репродукции были упомянуты как крупное достижение сезона. Впоследствии они оказались в распоряжении С. Лотропа — ещё одного археолога-разведчика из команды Морли. Г. Спинден купил часть предметов коллекции Армаса для Музея естественной истории в Вашингтоне. С января 1918 года с Морли работал Томас Ганн, в компании которого и были совершены перечисленные поездки. Ганн одновременно являлся резидентом британской разведки в Белизе и коллегой Морли, который в ведомостях Управления разведки ВМФ США имел № 242, на практике осуществляя британо-американское сотрудничество. Историки разведки Чарльз Харрис и Луи Сэдлер характеризовали Сильвануса Морли как «вероятно, лучшего американского шпиона времён Первой мировой войны». Именно в результате неограниченной подводной войны США понесли наибольший ущерб, и угроза создания германских баз на центральноамериканском побережье и антиамериканских восстаний при участии немецкой диаспоры в Мексике и Гватемале казалась вполне вероятной. Перехваченные германские директивы также свидетельствовали, что Кайзерлихмарине планировали создать на Юкатане и побережье Гондураса как минимум две базы. Деятельность Морли и его коллег показала, что в реальных географических и политических условиях Латинской Америки любые операции подобного масштаба не могли быть тайными. США уверенно чувствовали себя в регионе, о чём свидетельствовала оккупация Веракруса в 1914 году и интервенция в Мексику в 1916 году. Землетрясения 1917 года в Гватемале и Сальвадоре также были успешно использованы Госдепартаментом для привлечения местных элит на сторону Вашингтона. Привлечение учёных-этнографов и археологов оказалось удачным для разведслужб, хотя изначально оно диктовалось вопросами прикрытия агентурной деятельности. Эффективность работы Морли объяснялась как его обширными знакомствами, так и аналитическими талантами; в частности, в одной из своих аналитических записок он предельно конкретно расписал, почему невозможна антиамериканская коалиция Гватемалы, Мексики и Никарагуа. Созданная им сеть контролировала значительную часть Южной Мексики и большую часть Центральной Америки. С 22 апреля 1917 по 3 июня 1918 года он дважды обследовал побережье Юкатана и берег Гондураса и Никарагуа до Трухильо на дистанцию 2000 миль.
Уже в апреле 1918 года Морли понимал, что его полевая миссия подходит к концу, и телеграфировал Институту Карнеги, чтобы ему забронировали жильё в Новом Орлеане и Вашингтоне. 8 июня, уже находясь в столице, он официально испросил отпуск, указав, что четырнадцать месяцев провёл в тяжёлом тропическом климате и нуждается в лечении от «малярии и сопутствующих заболеваний». Отпуск был ему предоставлен на срок до 10 августа, с пожеланием вернуться на службу: Сильванус в основном жил в Нью-Йорке и Кембридже, совершил месячную поездку в Санта-Фе. Он носил форму, что давало большие скидки при приобретении билетов, и прочего. В декабре он был повышен в звании до лейтенанта, к тому времени Морли находился в Зоне Панамского канала, откуда был командирован в Тегусигальпу и Сан-Сальвадор, поскольку в Гондурасе и Сальвадоре проходили выборы. 1 марта 1919 года Сильванус Морли получил увольнение из рядов ВМФ. Тем не менее, находясь в экспедиции летом 1919 года, он продолжал посылать в разведуправление отчёты, самый обширный из которых касался общей политической ситуации в Центральной Америке. Рассмотрев масштабы коррупции и непотизма (в Гондурасе высшие государственные посты занимали 76 членов семьи президента Бараоны и его жены), Морли категорически настаивал, чтобы США в русле доктрины Монро устанавливали над странами Латинской Америки протекторат, покуда они не научатся решать свои проблемы самостоятельно. Также он считал необходимым сохранение постоянной разведывательной сети в Центральной Америке. В 1922 году Морли передал разведуправлению составленные им карты Петена.
16 октября 1919 года в газете «The Nation» было опубликовано открытое письмо Франца Боаса против «проституцирования науки». Учёный обвинял правительство США, что оно, несмотря на заявления президента Вильсона, использовало учёных в качестве шпионов. Специалистов, пошедших на службу, Боас отказывал более именовать учёными, ибо они предали дело науки, используя её лишь в качестве прикрытия «гнусной шпионской деятельности». Также он заявил, что знает, по крайней мере, четырёх таких антропологов. Рассматривая позицию Боаса, Чарльз Харрис и Луи Сэдлер предположили его пронемецкую направленность, которую Боас открыто выразил в New York Times ещё в 1916 году (письмо «Почему американцы немецкого происхождения обвиняют Америку»). В результате 30 декабря 1919 года правление Американской антропологической ассоциации выпустило резолюцию, осуждающую Боаса и исключило его из своих рядов.

### Петенские сезоны (1919—1922)
После увольнения из рядов ВМФ Сильванус Морли в течение трёх лет занимался эпиграфической работой в Петене. В сезон 1919 года он побывал в Коста-Рике для оценки влияния майя на горные области, но такового не обнаружил, не считая спорадических находок керамики. Раскопки 1919 года в Киригуа осложнялись сильной жарой, достигавшей 105 градусов по Фаренгейту (40,56 °C), кроме того, 21 мая последовал подземный толчок. Когда он приехал в Санта-Роса-де-Копан 31 мая, муниципалитет устроил большой праздник с музыкой, поскольку было принято решение удостоить Сильвануса Морли почётного гражданства. В ответ археолог принял меры к открытию в городке археологического музея, который для начала составил два десятка экспонатов, размещённых в мэрии. Далее до мая 1920 года учёный жил в Вашингтоне, готовя к публикации свод надписей Копана. Полевой сезон был сорван отсутствием проводников, а также травмой самого Морли: 36-летний учёный сломал ногу и отлёживался в бельгийской католической миссии. Найденные девять стел не содержали календарной информации. Миссионеры подсказали Морли идею объявить награду для чиклеро, которые принесут информацию о древних памятников. Отец Версавей написал это объявление на хорошем испанском языке (Морли мог изъясняться с рабочими с сильным акцентом, и не был способен писать по-испански грамотно): археологическая экспедиция предлагала двадцать пять долларов за указание места, которое не было известно археологам. Информацию можно было оставить в миссии в Бенке-Вьехо, и у чиновников в Эль-Кайо и Лагуна Пердида. Это были поселения, где чиклерос сдавали добычу и отмечали конец сезона.
Сезон 1921 года длился пять месяцев. Морли предполагал работать в Вашактуне. Однако после выхода из Эль-Кайо проводники и погонщики мулов устроили бунт из-за недостаточных пайков, и пришлось возвращаться. 9 марта к Морли присоединился известный лингвист-майянист Уильям Гейтс, который написал предисловие и составил указатель для «Надписей Копана». Гейтс отличался грубостью и холерическим темпераментом, в силу которого ссорился решительно со всеми, кто его окружал. Его могло разозлить что угодно: например, что календарную надпись в Наранхо нашёл Морли, а не он. 10 апреля, когда экспедиционеры находились в Тикале, произошёл скандал такой силы, что Морли даже не стал фиксировать в дневнике подробностей. Гейтс не успокоился даже наутро, и 11 апреля Морли писал, что во всём виноваты жара, москиты и общая усталость. В конце концов Гейтс уволился, и, благодаря знакомству с губернатором Петена, в 1922 году занял должность главы службы древностей Гватемалы. В Лагуна Пердида произошёл следующий инцидент: Морли общался с главой местного отделения American Chicle Company П. Шуфельдтом, который обеспечивал транспорт и постой. Шуфельдт провёл Сильвануса на большое кукурузное поле, которое было разбито на месте доколумбовой деревни, где было много каменных фундаментов крестьянских хижин и основания каменных оград. При этом до ближайшего церемониального центра было не менее двадцати миль. Морли не был готов принять идею об интенсивном земледелии у древних майя и большой численности населения, и не сделал из этого никаких выводов. После посещения Пьедрас-Неграс Морли получил письмо из Филадельфии о присуждении ему почётной докторской степени альма-матер — Военным колледжем. Кроме того, сенатор Альберт Фолл от Нью-Мексико поднял вопрос о назначении Сильвануса послом в Гватемалу. Сначала Морли испытывал энтузиазм, но, поскольку вопрос так и не был решён, более ничего не писал по этому поводу в дневнике. В начале сезона 1922 года, когда Морли закупал всё необходимое для экспедиции в Нью-Орлеане, представитель United Fruit Company Виктор Каттер предложил ему написать путеводитель по Киригуа, который был издан только спустя тринадцать лет. Главной базой Вэя стала больница и биостанция компании в Киригуа, где была горячая вода, электричество, работал холодильник, и были иные блага цивилизации, немыслимые обычно ни в Гватемале, ни в Мексике. В этом сезоне Морли активно покупал антиквариат и старое испанское искусство колониального периода; впоследствии он завещал свою коллекцию музею искусств Нью-Мексико. В целом сезон был неудачным: находки в Тулуме были скромными, местные индейцы вели себя враждебно. Чиклерос устроили Морли шестинедельное путешествие по джунглям Петена, как он подозревал, чтобы выманить у американца денег. Тем не менее было открыто городище Наачтун с одиннадцатью стелами и семью календарными циклами.

### Проект Института Карнеги в Чичен-Ице (1923—1940)
В 1923 году руководство Института Карнеги одобрило длительный проект Морли в Чичен-Ице и достигло соглашения с правительством Мексики. Новый директор Института — палеонтолог Джон Мерриам — изъявил желание осмотреть фронт работ, в этом его поддержал инициатор археологического направления в Карнеги Уильям Парсонс. В сопровождении Морли они приехали в Мериду 7 февраля 1923 года и были благожелательно встречены местными чиновниками, которые рассчитывали через американцев укрепить свои позиции в Мехико. Морли поддержал даже новый губернатор Юкатана — социалист Фелипе Карильо, несмотря на то, то их политические взгляды были прямо противоположными, а поднятый над мэрией красный флаг в буквальном смысле поверг Сильвануса в ужас. На поверку Карильо оказался креольским аристократом, который увлекался бейсболом и мог общаться с Морли на темы майя на профессиональном уровне. Удачно прошёл и визит руководства Института Карнеги: Мерриам и Парсонс рассматривали Мериду как место отдыха и даже задержались на несколько дней против оговорённых сроков. Морли задержался ещё на месяц, и 1 марта читал в городском театре Мериды публичную лекцию о цивилизации майя. Далее он выступал с лекциями ещё дважды, в том числе перед членами Социалистической лиги Юкатана, чтобы угодить губернатору. Он активно давал интервью мексиканским и американским газетам, напирая на общемировое значение цивилизации майя, и то, что Институт Карнеги не будет вывозить культурных ценностей. В тот период Морли планировал амбициозный параллельный проект исследования классического и постклассического этапов цивилизации майя и рассчитывал одновременно работать в Чичен-Ице и Вашактуне. В апреле — мае 1923 года Сильванус ездил продлевать концессию в Гватемалу, где ему серьёзно противодействовал У. Гейтс. В этом же году Морли был избран секретарём Общества майянистов США. Концессия была продлена при личном участии президента и министра иностранных дел Гватемалы; попутно Вэй побывал в Киригуа и Копане. Оформление концессии в Чичен-Ице потребовало трёх поездок в Мехико, суммарно занявших девять недель. Морли был поражён масштабами раскопок и реставрации Теотиуакана. Договор о концессии был подписан 6 июля 1923 года. Сезон 1924 года находился под угрозой срыва, ибо Гейтс обвинял Морли в контрабанде древностей. Работы в Вашактуне начал Франс Блом, который познакомился с Морли в предшествующем году в Мехико. Поскольку его запросы о включении в штат Института Карнеги остались без ответа, он стал ассистентом Гейтса, получившим профессорское кресло в Тулейнском университете.
Летом 1924 года Морли впервые побывал в Европе на всемирном конгрессе американистов, секции которого проходили в разных городах; поездка осуществлялась за счёт Института Карнеги. В Лондоне его опекал Томас Ганн, так как ещё в океане Сильванус слёг с желудочным заболеванием. В Гётеборге он заболел бронхитом, и потом был вынужден отлёживаться в Париже. Сессия в Гааге возмутила Вэя претензиями Гейтса на официальное представительство США, зато он смог подержать в руках Лейденскую пластинку — древнейший датированный предмет майя. В сессии в Гётеборге участвовали Макс Уле и Альфред Модсли, на заседании Морли читал доклад о своём проекте в Чичен-Ице, а не о ранних датах майя. Томас Ганн и посол Гватемалы Ресинос сопровождали Морли в поездке в Берлин, однако индейские коллекции так и не были распакованы после Первой мировой войны. Специальной частью программы Морли было личное ознакомление с кодексами майя — Дрезденским, Парижским и Мадридским.
- Раскопки Сильвануса Морли в Чичен-Ице в 1920-е годы
- Команда Института Карнеги в 1924 году. С. Морли — крайний справа в сомбреро, слева от него супруги Эрл и Анна Моррисы
- Работы по расчистке джунглей
- Морли инструктирует рабочих
- Морли и дон Висенте Солис на фоне асьенды Аке

За день до начала раскопочного сезона в Мериде произошло восстание, в ходе которого был убит губернатор Карильо. Тем не менее силами археолога Эрла Морриса 18 мая раскопочный проект стартовал. Начинать пришлось с обустройства бывшей асьенды Эдварда Томпсона, разорённой пеонами в 1921 году. Была реставрирована и церковь Сан-Исидоро, сохранившаяся колокольня которой отмечала начало и конец утренних работ и сиесту (с шести до одиннадцати, и с часа дня до половины пятого). В ризнице оборудовали фотолабораторию, поставили бензиновый генератор и водяной насос. Специалисты жили в усадебном доме, рабочие — в двух каменных бараках под соломенной крышей. Постройки обсадили апельсиновыми деревьями, дававшими тень. Развлечения были однообразными: пластинки для граммофона содержали только классическую музыку (современные мелодии Морли считал недостойными «почтенности руин»), а игра в бридж казалась скучной. Жалованье выплачивалось каждые две недели; сумма расходов за один раз составляла 1500 серебряных песо, которые специально доставлялись из Мериды. Это тоже был важный ритуал и род развлечения. К 1932 году жалованье рабочим было увеличено вдвое. Число рабочих колебалось: в сезон 1925 года было нанято 69 человек, но затем найм продолжался, дойдя до 82 копачей. По мере роста профессионализма Морли сократил рабочую бригаду до 33 человек. С ними сложились практически семейные отношения: Морли стал крёстным более двадцати индейских детей. Талантливому сыну одного из рабочих Сильванус дал образование в Санта-Фе, и он стал одним из самых успешных гидов на руинах. Особым искусством находить рабочих с талантом к тонкой работе обладал Эрл Моррис. За вечерними трапезами собирался весь персонал, а искусство повара Джимми Чана вспоминали все участники раскопок. Однако Джимми периодически срывался в запой. Из прислуги Морли держал, кроме повара, садовника, двух прачек и трёх рабочих. Хозяйство функционировало «как часы», что было заслугой коменданта-корейца Тарсисио Чона, который проявил таланты цирюльника и даже часовщика. За аренду асьенды Томпсона Институт Карнеги выплачивал 1200 долларов в год, но вскоре вскрылись просрочки по налогам, на погашение которых было ассигновано ещё 400 долларов. В 1926 году владения Томпсона были конфискованы мексиканским правительством, но это было сделано только на бумаге. 1200 долларов продолжали поступать и служили подспорьем для семейного бюджета Морли, так как он вторично женился.
Находясь летом 1926 года в Санта-Фе, Морли встретил Фрэнсис Лоуэллу Роадс (1898—1955). Она была родом из Пикина, штат Иллинойс, окончила Северо-Западный университет, её родственники и она сама регулярно посещали Санта-Фе с 1902 года, но с Сильванусом не были знакомы. В отношениях с ней Морли отдал должное романтизму: так, они обручились 19 марта 1927 года на вершине пирамиды Эль-Кастильо в Чичен-Ице (ровно в двадцатую годовщину первого посещения этого здания Сильванусом). Свидетелями при этом выступили Эдгар Хьюитт и Джесси Нусбаум, а прочие участники экспедиции устроили сюрприз, нарядившись в одеяния жрецов и воинов майя. Женились Сильванус и Фрэнсис также в Чичен-Ице 24 июля 1927 года, и поселились в асьенде Томпсона. Миссис Морли образовала со своим мужем рабочий тандем и она была единственной женщиной-археологом в зоне майя во все двадцатые годы двадцатого века. Она сопровождала Сильвануса во всех поездках, в том числе по Гватемале, Гондурасу и Сальвадору, была его соавтором при выступлениях на конференциях и в 1939 году перепроверяла его расчёты по датированию Лейденской пластинки. Кроме того, Фрэнсис была профессиональным фотографом; на высокое качество выполненных ею археологических иллюстраций указывал Альфред Киддер.
- Реставрационные работы Сильвануса Морли в Чичен-Ице в 1920-е годы
- Начало работ 28 мая 1924 года
- Работы в Храме Воинов 1926 года
- Северный фасад обсерватории Каракол в 1929 году
- Реставрационные работы в Храме Воинов 1927 года

К концу сезона 1925 года была начата реставрация Храма Воинов, завершённая через два года. Для реализации этой сложной задачи в 1926 году был нанят французский художник Жан Шарло. В команде Морли в 1920-е годы также работали архитектор Карл Рупперт (несмотря на то, что не сошёлся характером с Фрэнсис и не переносил туристов), и англичанин Эрик Томпсон, который вскоре был переброшен с реставрации на эпиграфические работы. Самым оригинальным из всех был норвежец Густав Стрёмсвик, который дезертировал со своего корабля в Прогресо и прибился к археологам. Сначала он служил мастером на все руки, плотником и механиком, смастерил для Сильвануса сейф, в котором тот хранил ключи. В дальнейшем он самостоятельно руководил копанским проектом Института Карнеги. Не был профессионалом и присоединившийся к проекту в 1928 году Гарри Поллок. На международном конгрессе американистов 1928 года произошла анекдотическая история: лайнер, которым следовал Морли, попал в череду штормов, и исследователь высадился в Нью-Йорке через пять дней после окончания сессии; пришлось срочно устраивать внеочередное заседание, на котором учёный мог представить свой доклад. Сильванус Морли стремился привлекать к своим проектам сторонних специалистов, посещавших раскопки. Например, он воспользовался консультацией Н. И. Вавилова, который побывал в Чичен-Ице во время экспедиции 1930 года. Вавилов полностью убедил Морли в его правоте, ибо тоже придерживался идеи, что культурный маис был выведен в южной Мексике или Центральной Америке, а мильпа была единственной формой земледелия у индейцев. Хватало и досужих посетителей, которые способствовали известности проекта, например, Мигель Коваррубиас. В апреле 1932 года на раскопках побывало 109 человек, после чего правление Института Карнеги выделило дополнительно 600 долларов на компенсацию их приёма: обычно Морли лично проводил экскурсию и приглашал гостей к обеду или ужину. Во второй половине 1930-х годов он стал более разборчивым, но это не сократило числа высокопоставленных гостей. Морли долго добивался визита посла США в Мексике Дж. Дэниелса, и в конце концов это ему удалось — в Мериде появился целый «десант» из 52 чиновников посольства и мексиканского МИДа. На Рождество 1939 года была устроена грандиозная фиеста, на которую Сильванус пригласил всех родственников.
С. Морли работал и на других археологических участках. В апреле 1926 года он совершил короткую поездку в Копан для исследования привязки построек к астрономическим объектам и наличия в городе солнечных часов. Его сопровождал Ледьярд Смит, а также присоединились Томас Ганн и физик Джон Сэй из Института Карнеги. В 1928 году Морли вернулся в Вашактун в сопровождении Киддера. В мае 1929 года Сильванус и Фрэнсис Морли совершили трёхнедельный сплав по Усумасинте, который завершился в Пьедрас-Неграс, где были найдены шесть новых дат, а миссис Морли сделала много фотографий. Однако Морли не вёл в эти недели дневника; поэтому неизвестно, почему он активно убеждал начать там экспедицию Пенсильванского университета. В 1931 году Морли участвовал в трёхмесячной экспедиции в Яшчилан. К тому времени он стал привередливым к удобствам, поэтому взял Тарсисио Чона и повара-китайца, а багаж составил 40 ящиков, навьюченных на 34 мула. Было найдено двадцать новых стел и скульптурных притолок, дюжина календарных серий, и площадка для игр в мяч. В целом, путешествия четы Морли второй половины 1930-х годов всё более напоминали туристические поездки. Из-за предубеждения против немцев Морли не оценил крупного открытия эпиграфиста Германа Бейера, который в 1932 году перешёл в Институт Карнеги и был направлен в Чичен-Ицу. Бейер много лет занимался структурным исследованием письменности майя, и когда он попытался объяснять Морли разбивку иероглифических записей на стандартные элементы, разрезывая репродукции текстов, Сильванус счёл это «варварством» и «кощунством». Это привело также к ссоре Морли с Ф. Бломом, который тогда курировал центральноамериканские проекты Института. В конце концов Бейер опубликовал своё структурное исследование надписей Чичен-Ицы в 1937 году, впервые небезуспешно попытавшись применить к некалендарным иероглифам структурный метод. В 1938 году Морли был приглашён на Международный конгресс этнологов и антропологов в Копенгаген, который мало интересовал его сам по себе, но являлся достойным поводом съездить в Европу за счёт Института Карнеги. Переводчиком с датского служил Стрёмсвик, которого Морли в буквальном смысле выдернул из отпуска, проводимого на малой родине в северной Норвегии. В Англии Морли работал с корректурами пятитомных «Надписей Петена», для чего снял коттедж в десяти милях от Оксфорда, а также написал отдельную большую статью о Лейденской пластинке, которую со всех ракурсов сфотографировала Фрэнсис. Бейер, тоже находившийся в Европе, согласился с выводом Морли, что артефакт происходил из Тикаля. В конце 1930-х годов в поле зрения Морли появилась талантливая художница русского происхождения Татьяна Проскурякова, которая умела создавать археологические реконструкции, и для участия которой в раскопках в Копане Сильванус сумел собрать достаточную сумму у частных жертвователей, несмотря на нежелание Института Карнеги.

### Последние годы жизни (1940—1948)
В 1939 году директором Института Карнеги был избран Ванневар Буш, начавший реформу учреждения с целью полного избавления от гуманитарных дисциплин. Начало Второй мировой войны ставило на повестку дня поддержку фундаментальных и прикладных проектов в области физики и химии. Многие коллеги Морли пошли на военную службу и в разведку, что сильно обескровило Институт Карнеги и поставило вопрос сокращения бюджета на археологию. Альфред Киддер поддерживал сокращение, ибо полагал, что археологи добыли больше сведений, чем оказались в состоянии осмыслить. После закрытия проекта Института Карнеги в Чичен-Ице (в завершающий сезон 1940 года работали только трое: супруги Морли и Татьяна Проскурякова) Сильванус Морли побывал на руинах города только один раз в декабре 1941 года, когда на рождественских каникулах у него гостили брат и сестра. Своё имущество он перевёз на плантацию сизаля Ченку близ Мериды, которую арендовал за символическую плату, и перестроил усадебный дом под свои вкусы: устроил камин («неслыханная экзотика на Юкатане») и провёл водопровод, действующий от электронасоса. В усадьбе были две собаки, которым учёный дал имена по иероглифам месяцев священного календаря: Поп и Циб. Во время Второй мировой войны Морли проводил малые по масштабу раскопки в Ушмале (в сезон 1942 и 1943 годов), в тот же период принял решение о возвращении в США и приобрёл дом в Санта-Фе. Последняя полевая экспедиция для сбора эпиграфических данных была совершена Сильванусом вместе с женой Фрэнсис в 1944 году. Путешествие началось с Копана, куда добирались через город Гватемала. Морли требовал для себя привычных удобств: нанял повара и шофёра (талоны на бензин выдал американский посол Лонг), директор гватемальских железных дорог предоставил ему личный салон-вагон для проезда до Сакапы, и далее все ехали на грузовике. Из Гондураса и Гватемалы супруги проехали в Чьяпас, в котором их сопровождали Эрик Томпсон с женой. После возвращения в Гватемалу Морли квартировали в американском посольстве и совершили поездку в Киригуа, где супруги побывали на биостанции United Fruit Company, где велось исследование «панамской болезни», поразившей банановые плантации. Сильванус как турист посетил Антигуа-Гватемала, отчёт от поездке опубликовал в газете «El Imparcial». Возвращение на поезде в Кампече было мучительным: переполненные вагоны были забиты «чиклерос», Сильванус заболел бронхитом, а Фрэнсис подхватила кишечную инфекцию. В Кампече их обихаживал археолог Альберто Рус Луилье. В научном отношении поездка была успешной: Морли посетил 11 археологических участков, нашёл шесть новых календарных серий, пять дат краткого счёта и 16 новых эпиграфических памятников.
Только оправившись в Санта-Фе от приступа малярии, в августе 1944 года Сильванус Морли был поражён инфарктом. Фрэнсис жаловалась, что он не желал соблюдать врачебных рекомендаций, но всё-таки в октябре Сильванус восстановился настолько, что вернулся к путешествиям. В 1945 году он ездил на руины Толлана. После открытия Бонампака (это название придумал сам Морли — на юкатекском языке «раскрашенные стены») он по состоянию здоровья не мог совершить поездку для изучения подлинной живописи древних майя. От Института Карнеги в экспедиции 1946 года участвовали Эрик Томпсон, Альфред Киддер и Густав Стрёмсвик. В 1947 году Морли всё-таки доехал до Киригуа, и провёл месяц на раскопках. Он также совершил поездку в Копан, и надолго обосновался в асьенде Ченку. В феврале 1948 года он проехал к руинам Ушмаля — вероятно, это было последним посещением памятника майя, совершённым Морли. Институт Карнеги заказал Морли автобиографию, однако он слишком откровенно описывал перипетии своей частной жизни, что категорически не устраивало Фрэнсис. В конце концов Сильванус написал объёмный том «Древние майя», который не был принят попечительским советом. Морли отдал рукопись в издательство Стэнфордского университета, что вызвало очередной скандал. После кончины Э. Хьюитта пост директора Археологической школы Нью-Мексико оставался вакантным, и её попечительский совет обратился в правление Института Карнеги с предложением перевести Морли из его штата в Санта-Фе, тем более, что в 1949 году Сильванус должен был уйти на пенсию. Директором Сильванус Гризуолд Морли пробыл в течение пятнадцати месяцев. Он приступил к работе с энтузиазмом, занявшись объединением лаборатории, музея Нью-Мексико и собственно археологической школы в единую структуру, а также начал проект перевода на английский язык «Всеобщей истории вещей Новой Испании» Бернардино де Саагуна. Впрочем, в ноябре 1947 года Морли уехал в Мериду на зимовку, и пробыл там до мая 1948 года. Работой Археологической школы он руководил по переписке, исполнительный секретарь Альберт Илай был вынужден несколько раз летать на Юкатан, чтобы посоветоваться или получить подписи директора на необходимые документы. В августе 1948 года Сильванус был поражён очередным инфарктом. В больнице его каждый день навещал Альфред Киддер, находившийся в городе. Предчувствуя близость кончины, Морли попросил позвать архиепископа Бирна и совершил переход в римско-католическую церковь, что вызвало недоумение части друзей и знакомых. На собрании правления Археологической школы 1 сентября директорский отчёт зачитывал Альберт Илай. Наутро следующего дня Сильванус Морли скончался. Заупокойную мессу служили 6 сентября в соборе Санта-Фе, архиепископ вместо проповеди произнёс панегирик покойному. По завещанию, Археологической школе переходила его личная библиотека в 1200 томов и архив, а собственное собрание испанского колониального искусства и церковного серебра археолог передал Музею Нью-Мексико ещё в 1945 году.
Сильванус Морли упокоился на городском кладбище Санта-Фе; надгробие увенчано мраморной плитой с крестом, именем и датами рождения и смерти, продублированными иероглифами майя. В XXI веке кладбище почти заброшено. Вдова Морли — Фрэнсис — ненадолго пережила мужа, скончалась 15 марта 1955 года и была погребена рядом с ним.

## Научная деятельность

### Археология

#### Контекст и социальная среда
Становление Сильвануса Морли как археолога и антрополога происходило в период, когда число специалистов по этим дисциплинам в США было невелико, и сами они мало дифференцировались друг от друга. В частности, Американское археологическое общество было основано лишь в 1934 году. Хотя число учёных-антропологов с учёными степенями постепенно росло, общее их количество оставалось малым, а институционализация продвигалась медленно. Несмотря на претензии Франца Боаса на монополизацию исследований и перенос их центра в Вашингтон, провинциальные учёные общества успешно работали и конкурировали со Смитсоновским институтом и музеями. Учитель Морли Эдгар Ли Хьюитт в 1898 году основал Археологическое общество Нью-Мексико, быстро достиг известности и в 1906 году пролоббировал через Конгресс закон о древностях. Принятие этого закона длилось более двух лет: в 1904 году были внесены несколько альтернативных проектов — от Смитсоновского института, Американской ассоциации антропологов и Американского института архитекторов (АИА); другой отстаивали Хьюитт и калифорнийский политик Чарльз Ламмис. Представители американского Запада выступили против централизации управления археологическими памятниками и их раскопками. Созданная Хьюиттом археологическая школа в Санта-Фе административно была частью Археологического института Америки и жалованье директора поступало из бюджета Института. С 1907 года функционировали летние археологические школы, из участников первой из которых получили известность Альфред Киддер и Сильванус Морли. Хьюитт добился также учреждения музея штата Нью-Мексико.
В 1902 году в Вашингтоне был основан Институт Карнеги, в рамках которого на следующие четыре десятилетия были сосредоточены исследования майя в США. Исторический отдел Института, программу которого формировали с 1920-х годов Морли и А. Киддер, физически располагался на кампусе Гарвардского университета, и был тесно связан с Музеем Пибоди. Именно в этот музей поступили коллекции и архив Института Карнеги после ликвидации исторического отдела в 1958 году. Подобного рода альянсы изначально провоцировали острые конфликты, так как центральноамериканское направление существовало и в АИА. Первым, кто удостоился членства (и стипендии) АИА, был Альфред Тоззер, но в 1905 году он перешёл в штат Гарвардского университета. Главным кандидатом на членство в следующий период был Эдгар Ли Хьюитт, кандидатура которого не устраивала ни Боаса, ни Патнэма (из Музея Пибоди). Хьюитт, тем не менее, был удостоен стипендии АИА на 1905 год, что и позволило ему основать археологическую школу в Санта-Фе, вызвав раскол в руководстве АИА. К 1912 году оформилась конфронтация учёных и спонсоров по линии «Восток — Запад» (Бостон-Вашингтон против Санта-Фе). Тоззер, в конце концов, принял сторону Боаса, считая Хьюитта дилетантом. Остроту конфликту придавало то, что в 1907 году пять американских научных обществ представили проект включения в программу Института Карнеги социально-исторического проекта с бюджетом в 20 000 долларов специально для изучения американской антропологии. Запрос был отклонён. В 1909 году член исполнительного комитета Института Карнеги Уильям Баркли Парсонс предложил включить в структуру учреждения отдел археологии Центральной Америки, проект которого разработал Хайрам Бингем. После трёхлетних проволочек правление института выделило двадцатитысячный грант на поддержку антропологических исследований. Остро встал вопрос о руководстве данным направлением, но Парсонс отказался от работы с Бингемом, который был специалистом по Древнему Перу. Подготовка проекта будущей работы была поручена Морли, однако он находился на Юкатане и предложение было отправлено также английскому археологу Уильяму Риверсу и американскому антропологу из Миннесоты Дженксу. Осенью 1913 года на правлении Института были рассмотрены представленные планы. Дженкс предлагал сосредоточиться на островах Тихого океана, финансируя проекты в области, собственно, физической антропологии. Риверс также считал приоритетным изучение Меланезии, так как островитяне подвергались быстрой аккультурации. Однако в конечном итоге большинство одобрило стационарный проект реставрации Чичен-Ицы, предложенный Морли. Его главным противником был богатый бостонский археолог-дилетант Чарльз Боудич, известный тем, что финансировал издания Теоберта Малера. По сведениям, приводимым Эриком Томпсоном, именно конфликт Морли, Патнэма и Боудича не позволил Сильванусу защитить докторскую диссертацию. В таких условиях начиналась «Эра Карнеги» в майянистике.

#### Археологические проекты «Золотого века майянистики»
По оценке Пруденс Райс и Кристофера Уорда, широкомасштабные программы раскопок и массовой реконструкции археологических памятников майя в Мексике, Гватемале и Гондурасе функционировали между 1924—1970 годами, что сопровождалось оперативной публикацией находок и большим резонансом в СМИ. С научной точки зрения, это был этап становления научной археологии майя и накопления и классификации данных. Головным учреждением до начала Второй мировой войны оставался Институт Карнеги, далее подключились Музей Пибоди и другие музеи, а также университеты. Основные достижения Морли были связаны со стационарными проектами в Чичен-Ице и Копане, однако Институт Карнеги финансировал раскопки в Каминальхуйу, Вашактуне и Майяпане, а также картографирование и репродуцирование фресок и скульптур в Бонампаке, Кобе, Пьедрас-Неграс и Тайясале. Основная зона раскопок и их план были разработаны Морли, исходя из его находок в Вашактуне, где были представлены древнейшие календарные даты майя. Сильванус предложил исследовать крупнейшие городища выделенных им исторических эпох: так называемых Древней и Новой империй. Эти площадки стали школой выдающихся археологов майя поколения Морли и последующих, заложив основные представления о доклассическом и классическом периодах жизни равнинных народов майя. Так, в 1926—1937 годах в Вашактуне работали Франс Блом, Эдвин Шук, Ледьярд Смит, Роберт Уокоп, которым удалось полностью решить поставленную задачу: выстроить последовательность смены стилей керамики и строительной технологии, заложив эталоны для датирования памятников Петена.
Собственный проект С. Морли в Чичен-Ице, который должен был начаться в 1914 году, стартовал девятью годами позже из-за Первой мировой войны и революции в Мексике. Основные работы велись в 1924—1937 годах, начавшись с раскопок и реконструкции Храма воинов и обсерватории Караколь; главной целью была отработка масштабных раскопок на крупных монументах и архитектурных конструкциях. С Морли работали Уокоп и Блом, в сезоне 1926 года реставрационными работами занимался Эрик Томпсон, далее трудились Эрл Моррис и Карл Рупперт. Однако, в отличие от вашактунского проекта, Морли не удалось достигнуть таких же успехов в раскрытии сущности постклассического периода, или «Новой империи», как он его называл. Гораздо большие результаты принёс последующий проект Института Карнеги в Майяпане, тогда как вопросы хронологии развития и заселения Чичен-Ицы и степени центральномексиканского влияния на культуру майя остаются дискуссионными и в XXI веке. Впрочем, П. Райс и К. Уорд считали главной заслугой Морли в Чичен-Ице налаживание междисциплинарного сотрудничества между историками, этнографами, архитекторами и учёными-естественниками: уже в 1930-е годы были развёрнуты исследования майяских технологий выращивания кукурузы, в том числе с применением экспериментального метода. Степень воздействия раскопок Морли на общественное сознание вообще нельзя преуменьшить, ибо он представил широкой публике «пример величия доколумбова мегаполиса». Сам Сильванус Морли никогда не смешивал строго научную сторону своей работы и популяризацию майя через СМИ, однако Чичен-Ицу, видимо, воспринимал как «витрину», которая позволит расширить финансирование подготовки мезоамериканских археологов. В этом отношении его миссия оказалась полностью успешной: к 2019 году Чичен-Ицу посетили более двух миллионов туристов.
Майкл Ко в буквальном смысле истолковывал понятие «Золотой век майяской археологии»:

Ни одному археологу Карнеги никогда не приходилось планировать свои раскопки с учётом расписания занятий, потому что они никогда не преподавали. Они не должны были тратить бесконечные часы, оформляя заявки на гранты, потому что рог изобилия Карнеги был вечен. И никому из них, за исключением босса, не приходилось тратить время и силы на переговоры с иностранными правительствами о выдаче разрешений на проведение раскопок, поскольку институт Карнеги имел долгосрочные соглашения с Мексикой, Гватемалой и Гондурасом. Штатные художники были доступны как в поле, так и дома, в штаб-квартире института Карнеги в Кембридже (неподалёку от музея Пибоди), и им была гарантирована быстрая публикация. Рай! Не зря завистливые коллеги называли институт Карнеги «Клубом».
Сильные и слабые стороны Морли как археолога лучше всего иллюстрируются его работами в Копане и Киригуа. Прежде всего, он никогда не руководил на этих городищах самостоятельными проектами. Музей Пибоди проводил в Гондурасе эпиграфические исследования ещё в 1890-е годы, а в 1935—1942 годах экспедициями в Копане руководил норвежец Густав Стрёмсвик. Институт Карнеги не интересовался и раскопками в близлежащем Киригуа, однако именно здесь Морли на практике учился полевым археологическим исследованиям, будучи помощником в проекте Хьюитта в 1910—1912 годы. Исследования Копана являлись дополнением к раскопкам в Киригуа. Этот регион, несомненно, был избран самим Морли. Два сезона 1910 и 1911 годов оказались очень краткими, так как руины поросли густыми джунглями, что делало невозможным даже картографирование местности. Рубка старых деревьев могла уничтожить скульптуры, поэтому каждый ствол приходилось связывать и рассчитывать направление падения. В 1911 году удалось сделать некоторые фотографии и заложить три предварительных раскопа. В результате этих работ был открыт так называемый «Акрополь», которому был посвящён весь сезон 1912 года. Раскопки прервались из-за ликвидации Археологического общества Сент-Луиса, которое вело финансирование, а спонсоры были разочарованы отсутствием «добычи» для музеев. Работы прервались до 1914 года. При поддержке Смитсоновского института, Хьюитт добился контракта от Панамо-Калифорнийской выставки в Сан-Диего (проходившей в 1914—1917 годах в честь открытия Панамского канала) на снятие слепков с наиболее эффектных памятников Киригуа с целью экспонирования в США. Были выбраны восемь артефактов: стелы C, D, E и K, зооморфные скульптуры B и P, и алтари L и M (их слепки до сих пор хранятся в Музее человека в Сан-Диего). Гватемальские власти отказались содействовать и не пропустили груз пластилина, необходимого для создания форм гипсовых отливок. Археологи воспользовались местной красной глиной, укреплённой банановым волокном. Раскопки 1919 года начались, по сути, случайным образом, так как Морли ещё находился на разведывательной службе, и при этом добился командировки для завершения труда «Надписи в Копане». Работая в этом городе, он принял решение завершить раскопки акрополя Киригуа.

### Эпиграфика

#### «Эпиграфический бекон»
Главный предмет своего интереса Сильванус Морли именовал «эпиграфическим беконом». Основная часть работ, посвящённых почти исключительно сбору эпиграфических источников, была проделана им в 1915—1923 годах. Майкл Ко описывал это направление его деятельности в раздражённых тонах:

«Эпиграфический бекон» Морли состоял почти из одних только дат и не более. У Морли был несомненный талант вытягивать даты по долгому счету и циклические даты из, казалось бы, полностью бесперспективного материала — поврежденных эрозией и сломанных стел, веками лежавших в джунглях и зачастую покрытых лишайниками и мхом. Учитывая взгляд на природу и содержание классических надписей майя, которого придерживался Морли, да и любой специалист в период расцвета института Карнеги, неудивительно, что в отличие от изданий Модсли материалы этих огромных томов полностью игнорировали те части текстов майя, которые не были явно календарными или астрономическими. Все маленькие надписи, изящно вырезанные и процарапанные рядом с фигурами тех, кто считался жрецами майя, были просто пропущены. Следовательно, Морли за годы своей работы в Копане и Петене так и не создал настоящий корпус надписей майя, как, впрочем, и никто другой из института Карнеги, включая Томпсона.
Сильванус Морли известен двумя трудами в области эпиграфики. Первый, вышедший в 1920 году, — это «Надписи Копана», крупноформатный том в 643 страницы с 33 вкладками и 91 иллюстрацией. В рецензии журнала «Isis» издание было названо монументальным, содержательное значение которого было намного шире, чем было обозначено в заглавии. Материалы собирались С. Морли в течение семи поездок в Копан, совершённых в 1910—1919 годах, но основная часть фотографий и прорисовок была выполнена в сезон 1915 года. Главным содержанием книги является дешифровка письменности майя, однако фактически он исследовал лишь календарные записи. Рецензент, скрывшийся под инициалами «G. S.», утверждал, что это достоинство, а не ограничение предмета, так как даты были единственными читаемыми данными из эпиграфических надписей цивилизации майя. Сильванус Морли утверждал, что все надписи были связаны с религиозным культом, а деяния воинов и правителей и прочие жизненные проявления, вероятно, были второстепенными. «Возможно, что недешифрованные надписи майя содержат исторические данные, но они не могут быть пространными». Существенный объём книги занимают штудии Морли по корреляции христианского и майяского календарей; вычисленная им корреляция обозначена как имеющая точность до четырёх месяцев в 49-летнем цикле. Изложение завершалось авторской хронологией истории майя, которая включала «Древнюю империю» (с ранним, средним и «великим» периодами, последний датировался 427—610 годами нашей эры). «Новая империя» начиналась с периода колонизации (453—689, частично пересекался с «великим» периодом предыдущей эры). Далее следовали: «переходный период» (689—985 годы), период ренессанса (985—1202), тольтекский период (1202—1458 годы), финальный период (1458—1542), за которым последовало испанское завоевание. Книга признаётся ценной ещё и потому, что руины расположены в вулканическом регионе и памятники древности подвергаются постоянному разрушению (часть фотографированных и зарисованных надписей погибли всего за четыре года). По подсчётам рецензента, опубликованные «Надписи Копана» составляют примерно 40 % опубликованного Corpus Inscriptionum Mayarum, охватывая по времени 355 лет. Рецензент Филип Минз также утверждал, что книга является резюме всех предыдущих исследований майяских древностей Юкатана и Гватемалы. Книга разделена на пять глав, из которых вводная посвящена истории вопроса и географической характеристике Копана, а три ключевых главы (II, III и IV) аранжированы по трём периодам «Древней империи», из которых к раннему отнесены 22 памятника. Самая ранняя из надписей по разным корреляциям может быть датирована 176—275 годами. В Копане содержится больше календарных надписей, чем в любом другом городе майя. Свои выкладки Морли доказывал эволюцией техники резьбы по камню и стилистическими особенностями скульптуры, к которым тоже может быть привязано разделение на периоды. Пятая глава компендиума посвящена вопросам функциональности памятников майя, проблеме возникновения цивилизации и гипотезе падения «Древней империи». Именно здесь Морли заявил о жреческом характере культуры майя и привязки всего жизненного цикла цивилизации к «длинному счёту».

#### «Надписи Петена»
Пятитомные «Надписи Петена», вышедшие в 1937—1938 годах, Майкл Ко называл «Гаргантюа эпиграфики майя». Суммарно они включали 2065 страниц, 187 вкладок и 39 карт. Пятый том в двух частях (содержащий иллюстрации) удостоился особенно сурового приговора: «По сравнению с великолепными фотографиями Модсли, сделанными с помощью широкоформатной камеры, фотографии Морли ужасны. Ещё хуже чёрно-белые прорисовки: грубые и лишённые необходимых деталей…». В сводной рецензии Э. Пого подчёркивается масштаб проделанной автором работы («погонный фут книжных полок»). Монография суммирует данные с 38 городищ майя, из которых тридцать находятся в гватемальском департаменте Петен, два в Мексике, пять в Британском Гондурасе и ещё Киригуа, также расположенный в Гватемале. Копанские надписи были опубликованы С. Морли ранее. Оба этих труда эмоционально именуются «космосом майянистики». Обобщённый Морли материал включал 959 надписей календарного содержания, классифицированный по месту находок и сгруппированный в хронологическом порядке. 234 надписи из 959 происходят всего из трёх городов: Копана, Пьедрас-Неграс и Яшчилана. Это примерно 65 % всех читаемых или частично читаемых текстов, остальные не содержат календарной или астрономической информации. Рассматриваемые надписи извлечены из 567 стел, 40 алтарей, 82 притолок в постройках, 10 площадок для игры в мяч, и 31 неклассифицируемого памятника, например, «Иероглифической лестницы» или круглых скульптур. Одна надпись может покрывать самые разные поверхности: так, в Яшчилане единый текст нанесён на стелу, связанный с ней алтарь и на трёх притолоках и шести ступенях храма 44. Все надписи сопровождаются обстоятельными рассказами о времени и обстоятельствах их обретения, а также анализом сообщений пятнадцати испанских экспедиций в земли майя 1524—1697 годов. Почти стостраничный очерк посвящён исследованиям территории Петена.
Работая с привязкой дат календаря майя к юлианскому счёту времени, С. Морли отталкивался от данных колониальной эпохи, в которых имелись как точно датированные европейцами события, так и их майяские эквиваленты. Ко времени самостоятельных исследований Морли было предложено несколько корреляций, в том числе Чарльзом Боудичем и Эдуардом Зелером, которые основывались на пророческих календарях книг Чилам-Балам и содержавшейся в них так называемой «Хроники катунов». Однако эти корреляции были неприменимы к надписям из Петена, в которых применялся «длинный счёт», включавший полную роспись всех циклов, прошедших от начальной точки, не совпадали между собой, и давали сомнительные даты. В результате в «Надписях Копана» Морли использовал собственную корреляцию (сдвигавшую даты примерно на 260 лет в прошлое), а в «Надписях Петена» перешёл на корреляцию Гудмана-Мартинеса-Томпсона, посвятив целое приложение пересчёту дат в этой корреляции и системы Спиндена, но не используя свою собственную. Только применение радиоуглеродного метода к деревянным притолокам майя подтвердило истинность корреляции Спиндена.
Сильванус Морли не пытался заниматься дешифровкой письма майя, поскольку априори считал, что оно было лишено фонетической составляющей, то есть иероглифы были логограммами и пиктограммами. Эту идею полностью усвоил Эрик Томпсон. Исследователи Джон Уикс и Нурия Матарредона Десантес утверждали, что именно теоретическая позиция Морли, а затем и Томпсона, и их монопольное положение в археологии майя на протяжении трёх четвертей века, привели к задержке применения к дешифровке структурного и фонетического методов, которые и дали в конечном итоге успешный результат у Юрия Кнорозова.

### История и культурология древних майя

#### История майя в представлении Сильвануса Морли
Часть своих идей относительно цивилизации древних майя Сильванус Морли обобщил в «Путеводителе по Киригуа», выпущенном в 1935 году. Историк науки Джордж Сартон отметил, что для Морли Киригуа был эталонным городом «золотого века» Древней империи майя. Исследователь впервые предложил собственную концепцию упадка низинной цивилизации майя в IX веке и её переноса на Юкатан. Согласно его мнению, культурный коллапс наступил из-за упадка подсечно-огневого земледелия. Согласно Морли, на месте сведённых джунглей появляются травяные пустоши, а у майя не было достаточно совершенных орудий земледелия, чтобы поднимать целину. В этих условиях они стали искать новые земли, всё ещё покрытые лесом. Давая оценку уровня цивилизации майя, Морли подчёркивал, что «возведение Эмпайр-стейт-билдинг с его механическими чудесами, в условиях наличия современной техники и материалов, доступным его строителям, куда как меньшее достижение, чем постройка гораздо более скромного по размерам пирамидального храма майя, сооружённого совершенно без металлических инструментов, стального каркаса, бетона, пиленого камня, и прочего». Небоскрёб — это результат многовекового совершенствования в мастерстве его строителей; архитекторы майя не имели не только металла, но и вьючных животных, и даже не знали принципа колеса. Но если материальные достижения майя покажутся скромными (технический уровень их цивилизации был на уровне неолита Старого Света), то тем более поразительны их интеллектуальные достижения — позиционная система счисления, оперирующая понятием нуля, календарь, не уступающий в точности григорианскому, и познания в астрономии, превосходящие знания древних египтян и вавилонян. «Это позволяет провозгласить майя… самыми блестящими из аборигенов этой планеты».
В своих существенных чертах концепция С. Морли была воспринята Эриком Томпсоном, который усвоил концепцию морфологических признаков цивилизации майя (по археологическим объектам) и схему деления истории на так называемые «Древнюю» (до 1000 года н. э.) и «Новую империю». Древняя империя локализовалось в долинах Усумасинты и Мотагуа, а также плато Петен. Новая империя располагалась на севере Юкатана, куда переселились колонисты с юга; горные области Морли не считал относившимися к зоне культуры майя. В эпоху Древней империи почти треть территории майя была вообще не заселена. «Города-государства» являлись религиозно-церемониальными центрами без постоянного населения (или с очень маленьким числом жителей), окружёнными сельской периферией. Таким образом, социально-политическая структура майя была двухуровневой: деревенские жители практиковали подсечно-огневое или переложное земледелие, а в культовых центрах жрецы исполняли ритуалы. Власть носила теократический характер, а геополитическое пространство было раздробленным, децентрализованным, в котором малые по размеру независимые политии были слабо интегрированы между собой. Всю жизнь Сильванус Морли настаивал, что возникновение, рост, расцвет и падение цивилизации майя совершились «без какого-либо влияния внешнего мира», как в «идеальной лаборатории», изолированной от внешнего контакта. Являясь сторонником диффузионизма, Морли утверждал, что именно майя были изобретателями письменности, нумерации и календаря в Западном полушарии. Морли являлся изобретателем мифа о мирном характере цивилизации древних майя, и отсутствии сцен насилия и военных действий в искусстве Древней империи. С. Морли отрицал наличие исторических сведений в надписях майя, считая их привязанными к датам освящения памятников. Практически все свои выкладки, включая теорию завоевания Юкатана выходцами из Центральной Мексики, Морли обосновывал на собственных раскопках в Чичен-Ице.

#### «Древние майя»
Суммой всех майялогических взглядов Сильвануса Морли являлся труд 1946 года «Древние майя», который практически сразу был переведён на испанский язык и с тех пор переиздавался шесть раз; последнее по времени издание вышло в 2006 году. Из-за накопления новых данных последующие издания редактировались, например, из них удалялись откровенно неверные представления об истории майя. В издании 2006 года была восстановлена изначальная корреляция Модсли, с помощью которой даты майя переводились в юлианские.
Издания «Древних майя» вызвали большой резонанс в среде майянистов и американистов. Альфред Крёбер утверждал, что до всеобъемлющего труда Морли было невозможно осознать, «каков объём наших знаний о майя…, этом наиболее важном из аборигенных и всё ещё выживших народов Америки». Книга названа «роскошной», и при этом вполне доступной для широких читательских слоёв, даже «захватывающей». Основное содержание книги касалось древнего календаря, после дешифровки которого не прошло и полувека (по состоянию на 1946 год). Отдельные главы были посвящены государственности майя, сельскому хозяйству, религии, городам и архитектуре; раздел о современных майя превосходил по объёму историю почти в три раза. Для широкой публики предназначалась «таблица первенства», в которой указывалось, что крупнейшим городом майя был Тикаль, и там же располагалась самая высокая пирамида. Древнейшим городом был Вашактун, а в Копане располагалась самая большая из иероглифических надписей, в соседнем Киригуа — самый большой из монолитных алтарей и «самая красивая иероглифическая резьба», тогда как в Кобе — длиннейшая из мощёных дорог майя. Подтвердилось и следующее утверждение Крёбера: «Книга Морли будет одинаково полезна и историку, и антропологу, интересна простому обывателю, и сразу станет классикой». Коллега Морли Линтон Саттертуэйт начал свою рецензию с перечисления трёх морфологических принципов, которыми Сильванус Гризуолд доказывал «большее совершенство» культуры майя, выделявших её из прочих центральномексиканских народов: иероглифику, сложное календарное исчисление (оперирующее начальной точкой отсчёта эры) и применение ложного свода. Впрочем, Саттертуэйт отмечал, что Морли был излишне увлечён своими календарными выкладками, очень нелёгкими для читателя, описывая эпиграфические памятники, проигнорировал кодексы, и вопрос, какими инструментами пользовались майяские жрецы-астрономы. Выводы автора названы «заслуживающими сочувствия», хотя бы потому, что это его личные взгляды, которые в соответствии с логикой развития науки, могут быть скорректированы. Этим же объясняется и явный «промайяский уклон». Календарным штудиям Морли посвятил рецензию Герберт Спинден, занимавшийся уточнением его корреляции. Спинден очень высоко оценивал таланты Морли-эпиграфиста: «Бесчисленное множество раз его страсть принуждала его преодолевать большие расстояния по тропам в джунглях только для того, чтобы записать, или проверить, или перепроверить колонку или две странных иероглифов в том или ином забытом городе майя». Его ранние работы о корреляции названы верными, но ещё недостаточно точными, и его концепция календаря была описана в «Надписях Копана» 1920 года, когда Морли понял, что у майя был абсолютный счёт времени и полная запись «длинным счётом» демонстрировала точное число дней от начальной даты. Умеренно критическую рецензию на «Древних майя» уже после кончины Морли представил Эрик Томпсон, завершив её следующим суждением: «стоит ли преподносить предварительный набросок как факт, если коллеги-учёные придерживаются противоположных взглядов?».
Перевод монографии на испанский язык Альберто Ресиноса, выпущенный в Мексике в 1947 году, вызвал резкий отзыв Игнасио Берналя. Книга была названа «разочаровывающей», поскольку «была зачата в слепой страсти», а от учёного уровня Морли следовало бы ожидать большего, чем «потока превосходных степеней, более подходящих для героической поэмы». Главной проблемой называется полное игнорирование Морли общемезоамериканского контекста существования цивилизации майя, поэтому почти болезненным выглядит контраст между «великолепными главами, посвящёнными описанию различных внутренних аспектов культуры майя» и беспомощностью построений относительно происхождения цивилизации майя и её внешнеполитических связей. Кроме того, весьма искажённым выглядит и описание современного состояния мезоамериканской археологии. Наиболее порочной названа идея Морли о «блестящей изоляции» мира майя, когда исследователь отказывается от поиска связей майя с другими народами Мексики. Типологическими признаками цивилизации майя, по Морли, оказываются «исключительно города с архитектурой и надписями определённого типа», и лишь в пятнадцатой главе к ним добавляется керамика. Для архитектуры майя определяющими являются стелы и использование ложного свода. Не менее сомнительным выглядит заявление, что цивилизация развивалась почти исключительно в пределах Юкатана, тогда как Копан выглядит исключением. И. Берналь утверждает, что если добавить в типологию Морли больше культурных признаков, вся майяская изоляция исчезнет полностью. «Культура — это набор элементов, группировка которых даёт историческую уникальность». Религиозный ритуал и керамика, техника земледелия и возделываемые культуры как нельзя лучше демонстрируют принадлежность майя к мезоамериканской общности и вовлечённость этой цивилизации в длинную цепь культурного обмена. Несомненно, существует сходство между керамикой Каминальхуйу, Тикаля, Монте-Альбана и Теотиуакана, а памятники Чичен-Ицы несут следы тольтекского влияния. «Не подвергаемый сомнению факт, что в некоторых отношениях майя достигли непревзойдённых высот, не отменяет другого факта, что общий фон их культуры был точно таким же, как и в других городах-государствах Мезоамерики». Утверждать обратное — «ровно то же самое, как заявить, что Швейцария не является частью Европы, потому что её искусство несравнимо по уровню с общеитальянским, или даже с провинциальным тосканским и венецианским». Невозможно принять тезис, что майя без чьего-либо вмешательства или влияния развили селекцию и агротехнику возделывания маиса. «Эта система искусственной изоляции культур никогда не приведёт нас к истинному пониманию доколумбовой Америки». Морли ограничился лишь кратким упоминанием ольмекской проблемы и связанности с ней архаических майя, не упоминая о материалах двух конференций по ольмекам. Существуют археологические свидетельства присутствия ольмекоидных элементов в храме E-VII Вашактуна, а керамика нижнего Трес-Сапотес имеет аналоги и в Вашактуне, и в горизонте Монте-Альбан I. Морли не упоминает, что древнейшие образцы любой письменности в Мезоамерике были найдены именно в Монте-Альбане, и керамическая стратификация этого памятника наиболее обширна. Говоря о поразительном разнообразии керамики Тикаля, Морли не упоминает о Теотиуакане, и ни слова не говорит о сходстве храмов Чичен-Ицы с центральномексиканской Тулой. Крайне ущербной называется библиография, в которой отсутствуют многие фундаментальные работы. Выводы Морли названы «пугающими» из-за присущего им «тона окончательности». «Таблица первенства майя» в пятидесяти пунктах сравнивается с «бальзамом Фьерабраса» из «Дон Кихота». Игнасио Берналь нашёл и ошибки в английском оригинале, касающиеся датировок древнейших надписей из Тустлы и стелы C в Трес-Сапотес.
Быстрое устаревание труда Морли из-за появления нового археологического материала привело к тому, что в 1956 году Джордж Брейнерд (Калифорнийский университет в Лос-Анджелесе) капитально отредактировал «Древних майя», чтобы привести научный уровень книги к существующему уровню. По словам рецензента Стефана де Бореги, Брейнерд устроил «генеральную уборку», но это привело к утрате «первоначального очарования»; были удалены и многие фрагменты текста Морли суммарным объёмом примерно в 150 страниц. Была убрана классифицированная библиография и добавлены иллюстрации новых находок в Бонампаке и Паленке. В результате «книга не принадлежит ни Морли, ни Брейнерду». Была отредактирована терминология: морлеанские «Древняя» и «Новая империи» были заменены на утвердившиеся в историографии деление на классическую и постклассическую культуру майя. Однако часть недостатков диктовалась изначальной позицией С. Морли. Рецензент Чарльз Лонг (Чикагский университет) отмечал, что самым слабым местом книги было описание религии майя, которое не соотносилось с прочими особенностями цивилизации майя. Автор декларировал, что освоение земледелия произвело переворот в религиозной жизни человечества, о чём свидетельствует место кукурузы в культуре майя. Это заявление практически не доказывается археологическим или этнографическим материалом. Более того, не предпринято никаких усилий, чтобы объяснить, как цивилизация на неолитическом уровне развития, не знавшая колеса и животноводства, разработала абстрактную математику и невероятно сложный календарь? Или как эта цивилизация могла существовать без какой-либо сложной политической системы? Крайне неудовлетворительно, по мнению Ч. Лонга, объяснён и упадок цивилизации майя, который неуклонно документируется доколумбовыми археологическими данными. Джон Эрик Томпсон заявил, что переработанное Брейнердом издание составляет контраст с первым 1946 года: «многие личные взгляды Морли, которые он упорно отстаивал перед лицом опровергающих свидетельств, были просто сняты». К их числу относится таблица достижений майя, в которой «трон красного ягуара» из Чичен-Ицы курьёзно был назван «самым выдающимся археологическим объектом из когда-либо обнаруженных». При этом пришлось пожертвовать множественными проявлениями личного стиля Морли, когда, например, он сравнивал заброс каучукового мяча через кольцо с попаданием мяча в лунку в гольфе.
В 1980-е годы труд Морли — Брейнерда был в очередной раз переработан Робертом Шерером, майянистом из Пенсильванского университета. Именно к этому времени в майянистике, вслед за новыми археологическими успехами и прочтением династических последовательностей в эпиграфических памятниках, стало утверждаться мнение, что древняя агротехника майя отличалась от существующей в XX веке подсечно-огневой системы. Раскопки Тикаля и других крупных городов, показали, что плотность населения на порядок превышала ту, которой придерживались Морли и Томпсон. Майя практиковали интенсивное пашенное земледелие и ирригацию, строили крупные зернохранилища, что требовало эффективной социальной организации. Главной задачей Р. Шерера стало не только дополнение книги актуальными материалами (её объём увеличился на 200 страниц, одна библиография превысила 1000 единиц), но и введение старых данных Морли в научный контекст и объяснение, почему мнение учёных изменилось в ту или иную сторону.

## Личность
Сильванус Морли был пяти футов семи дюймов (170 см) ростом при весе около 130 фунтов (60 кг) и вполне развитым физически. В молодые годы у Морли не было серьёзных проблем со здоровьем, за исключением близорукости, он постоянно носил очки. Ещё одной особенностью, которая проявилась в колледже и осталась на всю жизнь, было то, что Сильванус не мог полноценно спать по ночам, но при этом «отключался» в любое время суток и в любой ситуации — у родственников, на официальных приёмах и научных мероприятиях. Спорт его совершенно не интересовал, однако по совету куратора Патнэма он занимался греблей на каноэ, а гостя на каникулах у тёти ездил верхом, плавал и играл в теннис. Он посещал футбольные матчи, воспринимая их как зрелище. Морли был модником и тратил большие деньги на одежду и обувь (иногда он не смел признаться в сумме расходов даже себе самому в дневнике). Кроме того, он любил классическую музыку, ходил на симфонические концерты, предпочитая Бетховена, Дворжака и Берлиоза, побывал на представлении «Парсифаля», хотя и признался, что не понял вагнеровской драмы. Не меньше его привлекал драматический театр, в дневнике упоминаются впечатления от игры Этель Бэрримор в «Бургомистре» Метерлинка. Иногда он осуждал представления по моральным причинам, однако «Человека и сверхчеловека» Шоу нашёл «простым и остроумным».
Амурные похождения занимали в дневнике Морли немало места. В студенческие годы он обычно знакомился на танцах в Сарджентовской школе физического воспитания в Кембридже. Некоторые мисс упоминались в его записях только один раз. Какое-то время он переписывался с некой Рут (фамилия её неизвестна), но интерес, видимо, угас, далее появилась постоянная спутница по походам на концерты и хористка из церкви. На втором курсе он познакомился с Элис Уильямс, которая занимала всё больше места в его дневнике и переписке. Трёхлетние ухаживания завершились в конце концов свадьбой (в декабре 1908 года), хотя матримониальные планы в дневнике фиксировались ещё в 1907 году. К 1915 году брак Морли развалился, и после развода (в октябре) он двенадцать лет не женился. Формальной причиной расторжения брака были длительные отлучки мужа. В браке с Элис был единственный ребёнок Морли — дочь Элис Вирджиния, которую он в дневнике и переписке именовал «Тру». Опека над дочерью была оформлена на Элис, и Сильванус Морли восстановил отношения с Тру только после её пятнадцатилетия. Позднее он заявлял, что был «невинен и неопытен», вступая в брак; в холостой период он вёл жизнь донжуана, помечая в дневнике каждую любовную победу иероглифом майя.
По мировоззрению Сильванус Морли всецело принадлежал своей эпохе. Будучи представителем американской элиты, в дневниках он неоднократно демонстрировал бытовой и научный расизм, хотя никогда не использовал на письме слово «негр». Однако он неоднократно использовал уничижительные термины, наподобие «боя» (в его терминологии это всегда темнокожие прислужники) или «чинкас» (про владельца китайского ресторана). Морли переписывался с Элсвортом Хантингтоном, который объяснял отсталость южноамериканских стран через расовую теорию. Сильванус обучался в университете в период, когда евгеника была чрезвычайно популярной темой для обсуждения в прессе, а антропология являлась интеллектуальной основой обоснования расизма на всех социальных уровнях в США и Великобритании. Расизм Морли, по-видимому, был частным случаем концепции «бремени белого человека»: американской экспансии к югу от Рио-Гранде, и он одобрял политику United Fruit Company (в Гватемале она прямо контролировала всю внешнюю торговлю, морские и сухопутные перевозки, железные дороги и почту), называя её «маяком цивилизации среди моря упадка», признавая, что даже потомки великой цивилизации майя, в сущности, «вырожденцы». 22 августа 1917 года Морли записал в дневнике, что обязанностью цивилизованных наций является поддержание закона и порядка везде, где они оказались, даже если это потребует вмешательства в дела иностранных правительств.
Сильванус Морли интересовался политикой и, по крайней мере, с 1920-х годов являлся убеждённым республиканцем. Неприятия «нового курса» Рузвельта он не скрывал никогда, такие же взгляды демонстрировала и его вторая жена Фрэнсис. Во время поездки в Чьяпас в 1944 году она отказалась есть за одним столом в гостиничном ресторане с единственным, кроме них, американцем, из-за его одобрения политики Рузвельта. После начала Второй мировой войны симпатии Морли неизменно были на стороне Англии и Франции и он прочитал, по крайней мере, одну публичную лекцию в поддержку британских союзников. При этом Сильванус был против политики изоляционизма и после нападения на Перл-Харбор испытывал энтузиазм, а не тревогу. Он активно принимал участие в местных выборах в Нью-Мексико 1946 года и даже перенёс отъезд в Мексику, чтобы успеть проголосовать.
Родители воспитывали Сильвануса как прихожанина Епископальной церкви, но он утратил веру во время Первой мировой войны, избегал церковных служб и вслух высказывался против идеи вечной жизни и бессмертия души. Впрочем, эстетической стороны религиозного искусства он никогда не отрицал, иногда посещал с друзьями-латиноамериканцами мессы, а в последние годы жизни выражал сожаление, что не имеет духовного утешения, такого же, как его верующие друзья. В анкетах, интервью или заполняя информацию для справочников С. Морли номинально причислял себя к епископальной церкви. Незадолго до кончины Морли «покинул пустыню безверия» и присоединился к римско-католической церкви.

## Наследие

### Награды
В 1922 году Сильванус Морли был избран членом парижского Общества американистов, но ценил членство невысоко, так как был обойдён наградой этого общества. Награды высшего достоинства археолог получил в Гватемале: в 1939 году был возведён в достоинство великого офицера Ордена Кетцаля и в 1943 году награждён медалью «За заслуги» Географического и исторического общества этой страны. В 1940 году Морли был избран членом Американского философского общества и (по сообщению Р. Бранхауса) удостоен медали Бенджамена Франклина, присуждаемой этим обществом. Кроме того, в 1943 году он получил Премию Луба Колумбийского университета в 1000 долларов за «Надписи Петена». Также учёный являлся почётным членом Королевского антропологического института.
18 февраля 1964 года на руинах Тикаля состоялось открытие археологического музея, посвящённого памяти Сильвануса Морли, при чём присутствовала его дочь Элис Вирджиния и Эрик Томпсон. День открытия был приурочен к пятидесятилетию первого посещения Тикаля Сильванусом Морли.

### Оценки
В некрологах, выпущенных учениками и коллегами Морли, подчёркивался героический характер его свершений. Барбара Эйткен подчёркивала, что он «никогда не сдавался», а характерными чертами его характера были мужество, безграничная энергичность и въедливость к деталям. Вклад его в майянистику назван тройным: через собственные открытия во время экспедиций, лекции и статьи для широкой публики, и книги о древних майя. Отмечалась и его страсть к колониальной архитектуре и церковному искусству Нью-Мексико. Мексиканский археолог Альфредо Баррера Васкес отмечал, что из 64 лет жизни сорок Морли отдал мезоамериканской археологии, и лично объехал каждый уголок древней страны майя от Усумасинты до долины Улуа. Эрик Томпсон описывал почти сверхъестественную способность Морли находить надписи на самых стёртых и изъеденных временем каменных монументах: если знак невозможно было распознать и зарисовать, он возвращался к нему в другое время при другом освещении и даже ощупывал поверхность камня. Именно это составляло суть «извлечения эпиграфического бекона».
Наследие С. Морли оставалось востребованным ещё несколько десятилетий, о чём свидетельствовали переиздания его обобщающего труда о майя. В популярной книге Курта Керама «Боги, гробницы, учёные» (немецкое издание её вышло в 1955 году) подчёркивался двойственный статус учёного: с одной стороны, он был героем-первопроходцем, который отваживался из года в год проникать во влажные джунгли в поисках свидетельств прошлого; с другой — заложил концепцию периодизации древних майя и обосновал переход центра цивилизации из Петена на север Юкатана. Примерно в таких же выражениях писал о Морли популяризатор археологии Лео Дойель в книге 1974 года. Дойель называл Морли «кем-то наподобие жреца в майянистике», который всегда утверждал, что майя — это «греки Нового света» (то есть создатели высокоразвитой классической цивилизации) и одновременно «стопроцентные американцы». Морли — это пионер американской археологии, который посвятил всю жизнь изучению одного народа и опроверг суждения адептов географического детерминизма о невозможности создания высокой культуры в нездоровом климате. Крупнейшим его открытием назван Вашактун, на памятниках которого помещены древнейшие исторически датированные записи майя (Дойель опубликовал дневниковые записи Морли от 4 — 10 мая 1916 года, повествующие об открытии).
Альберто Рус Луилье (по состоянию на 1970-е годы) именовал книгу Морли «Древние майя» наиболее читаемой в профессиональных кругах монографией. Мексиканский учёный подчёркивал, что концепция Морли глубоко противоречива: насколько живо изложена и приемлема по полноте картина культуры индейцев майя, настолько фантастична предложенная американским индеанистом историческая концепция. Именно поэтому новые издания книги выпускались в отредактированном виде, с удалёнными фрагментами об историческом развитии майя, которые устарели уже к концу 1940-х годов. Майкл Ко отмечал, что Сильванус Морли по отзывам всех, кто его знал, был замечательным человеком, и его иллюстрированные публикации в журнале «National Geographic» привели в профессию не одного майяниста. В то же время Морли, как и его наставники, были порождением эпохи «дипломатии канонерок» и сами творили историю эры великих археологических экспедиций, «золотой век индейской археологии», который продолжался до Второй мировой войны. Майкл Ко особо подчёркивал, что Морли привлёк к исследованиям Института Карнеги «оригиналов» без учёных степеней, которые на практике сделались археологами высшей квалификации, но при этом не скрывал, что Сильвануса Гризуолда Морли как руководителя крупномасштабного проекта постигла неудача, так как он неверно поставил его задачу. «Большинство археологов, нанятых Морли, проводили время, реконструируя разрушенные здания для просвещения туристов, и очень мало сделали для воссоздания культурной истории древней Чичен-Ицы с твёрдо установленной хронологией».
В конце XX века научные теории Сильвануса Морли превратились в факт истории, а в издании «Оксфордского руководства по археологии» 1996 года фамилия его не упоминалась ни разу.

### Историография
В 1950 году пятьдесят девять друзей и коллег посвятили памяти Сильвануса Морли сборник «Morleyana», большей частью наполненный анекдотическими историями, случившимися во время раскопок. Археолог Элинор Кинг характеризовала тон этой книги как «исполненный нежности».
В 1971 году объёмную биографию Морли выпустил в свет археолог Роберт Бранхаус (1908—1996). Рецензию на неё дал майянист Майкл Ко, назвавший героя книги «гигантом недавнего прошлого», но при этом констатировавший, что значительная часть выполненной им работы является по современным стандартам «небрежной и некачественной». Автору удалось показать главное свойство Морли-учёного — «радость исследования, зачастую сопряжённую с большим риском для жизни». Все недостатки метода Морли соответствовали исследовательской программе Института Карнеги: преимущественное внимание к собиранию календарных надписей в ущерб системной дешифровке письменности. Эдриен Дигби также высоко оценил книгу Бранхауса, утверждая, что «было бы интересно представить себе развитие мезоамериканской археологии, если бы Морли не убедил руководство Института Карнеги исследовать древних майя». Малькольм Уэбб (Университет штата Луизиана) отметил, что Бранхаус использовал, кажется, все существующие источники по жизни и деятельности Сильвануса Морли, в том числе труднодоступные. Также рецензент признал, что «Золотые годы Карнеги» (1913—1940) описаны «адекватно» и совершенно закономерно поставлены в центр повествования. Равным образом, в книге достоверно продемонстрированы огромный размах проектов Морли и его склонность к разбрасыванию (поэтому хроника событий одновременно «сложна… и однообразна»). М. Уэбб, однако, отмечал, что уже в 1970-е годы мировоззрение сильно поменялось по сравнению с господствующим на рубеже веков, и потому биография рассчитана на подготовленного читателя-профессионала, который понимает контекст, и которому не нужно разъяснять суть мезоамериканской археологии и вводить в тонкости «дипломатии канонерок».
В 2003 году Чарльз Харрис и Луи Сэдлер, работая с архивами Управления военно-морской разведки США, выпустили новое исследование «Археолог, который был шпионом». Авторы исходили из того, что история разведки зачастую игнорирует конкретную работу конкретных агентов на местах. Личность Сильвануса Морли была одной из наиболее ярких и «колоритных» для решения поставленной авторами задачи. Также была исследована целая сеть агентов самого Морли, которые были профессиональными археологами, как и он сам, и использовали свою работу для прикрытия. Рецензент Джеффри Барлоу (Центр военно-морской истории) утверждал, что в книге «раскрыто, что большая часть работы секретного агента состоит в упорном труде, который никогда не приведёт к взрывам и погоням, неизменно увенчивающим шпионские триллеры». Рецензент Юрген Бухенау (Университет Северной Каролины) высоко оценил архивную работу, проделанную Харрисом и Сэдлером, которые задействовали 17 центров сохранения документации, называя книгу и «читабельной», и увлекательной. Тем не менее Ю. Бухенау отметил, что авторы использовали только американские источники, и это привело их к полному оправданию агрессии США в Мексике, Гватемале и Сальвадоре под предлогом «подавления антиамериканских революций». В этом отношении для латиноамериканцев 1910-х годов действительной политической и экономической угрозой были не германские подводные лодки, а американское правительство и армия. Томас Скуновер (Луизианский университет) выразил недоумение, что в библиографии заявлены всего две книги на испанском языке, ни одной аналитической статьи в латиноамериканских журналах, никаких испаноязычных газет или архивных фондов. Независимый исследователь Пол Салливэн, выпустивший в 1989 году исследование взаимодействия индейцев майя и иностранных разведок между мировыми войнами, высоко оценил работу Харриса и Сэдлера, заявив, что авторы сумели включить биографию своего героя (и его 14-месячной одиссеи) в широкий политический и экономический контекст. Авторы затронули и этическую сторону использования государством учёных в разведывательных целях, не упустив демарш Франца Боаса. Однако Харрис и Сэдлер, заняв последовательно проамериканскую позицию, полностью оправдали Морли и его коллег и осудили Боаса за прогерманскую позицию. В этом месте Салливэн сделал ремарку, что «Морли и его коллеги-шпионы были обычными лояльными гражданами и патриотами США, которые профессионально послужили своей родине во время войны».
В середине 1980-х годов Пруденс Райс и Кристофер Уорд (оба работали тогда во Флоридском университете) занялись проектом публикации дневника за 1914—1917 годы. Далее на много лет работа прервалась. К. Уорд сохранил подготовленные материалы, в том числе пять катушек микрофильмов с полным дневником, перепечатанным им когда-то на машинке, тогда как П. Райс (вышедшая в отставку в 2011 году) также хранила некоторые материалы, и в 2018 году начала подготовку сетевой публикации дневника Морли за 1914 год. В конце 2020 года Уорд и Райс вернулись к совместной работе, и в 2021 году на платформе Mesoweb увидел свет объёмный том с транскрипцией дневников за 1914—1916 годы, с комментариями, иллюстрациями и иными материалами. В том же году на той же платформе была выпущена публикация дневников за 1917—1918 годы, которые сильно отличались от предыдущих. Именно в этот период С. Морли сделался агентом Военно-морского министерства, а его дневники содержат великое множество подробных описаний побережий Гондураса и Никарагуа и землетрясения в Гватемале. Занимаясь разведкой, Морли продолжал раскопки в Кинтана-Роо, но после этого дневник обрывался. В 2022 году увидел свет третий том публикации дневников С. Морли, в котором воедино были соединены материалы по раскопкам на единственной археологической площадке — в Киригуа. Исследователь работал на ней в 1912, 1914 и 1919 годах, и это был его первый полномасштабный проект в мезоамериканской археологии, на котором отрабатывалась присущая ему методика работы. Данные раскопки были неотделимы от исследований Копана, в котором Морли работал в 1912 и 1919 годах. Рукописный оригинал дневников был утрачен, машинописные копии сохранились в Музее Пибоди и в Американском философском обществе, но без его иллюстраций и кроков. Как обычно в работе К. Уорд и П. Райса, тексты дневников сопровождаются исследовательским статьями, иллюстрации взяты из археологических монографий самого Морли, а также фотоальбома Эрла Морриса из Университета Колорадо, который сопровождал майяниста в сезон 1912 года.

## Публикации
Сводная библиография была опубликована в «Boletín Bibliográfico de Antropología Americana».

### Статьи и монографии Сильвануса Морли (с указанием рецензий на них)
- Morley S. G. The Excavation of the Cannonball Ruins in Southwestern Colorado // American Anthropologist, New Series. — 1908. — Vol. 10, no. 4. — P. 596—610. — JSTOR 659690.
- Morley S. G. The Inscriptions of Naranjo, Northern Guatemala // American Anthropologist, New Series. — 1909. — Vol. 11, no. 4. — P. 543—562. — JSTOR 659847.
- Morley S. G. A Group of Related Structures at Uxmal, Mexico // American Journal of Archaeology. — 1910. — Vol. 14, no. 1. — P. 1—18. — JSTOR 496894.
- Morley S. G. The Correlation of Maya and Christian Chronology // American Journal of Archaeology. — 1910. — Vol. 14, no. 2. — P. 193—204. — JSTOR 496829.
- Morley S. G. The Historical Value of the Books of Chilan Balam // American Journal of Archaeology. — 1911. — Vol. 15, no. 2. — P. 195—214. — JSTOR 497214.
- Morley S. G. Quirigua—An American Town 1,400 Years Old // Scientific American. — 1912. — Vol. 107, no. 5. — P. 96—97, 105. — JSTOR 26010997.
- Morley S. G. An Introduction to the Study of the Maya Hieroglyphs. — Washington, D. C. : Government Printing Office, 1915. — xvi, 282 p. — (Smithsonian Institute. Bureau of American Ethnology. Bulletin 57).
- Morley S. G. The inscriptions at Copan. — Washington, D.C. : The Carnegie Institution, 1920. — xii, 643 p. — (Carnegie Institution of Washington. Publication No 219).
G. S. Review: [The Inscriptions at Copan by Sylvanus Griswold Morley] // Isis[англ.]. — 1920. — Vol. 3, no. 2. — P. 292—294.
Means P. A. Review: [The Inscriptions at Copán by Sylvanus Griswold Morley] // The Hispanic American Historical Review. — 1920. — Vol. 3, no. 3. — P. 388—392. — JSTOR 2505709.
- Morley S. G. New Light on the Discovery of Yucatan, and the Foundation of the New Maya Empire // American Journal of Archaeology. — 1927. — Vol. 31, no. 1. — P. 51—69. — JSTOR 497614.
- Morley S. G. The Calakmul Expedition // The Scientific Monthly. — 1933. — Vol. 37, no. 3. — P. 193—206. — JSTOR 15555.
- Morley S. G. Guide book to the ruins of Quirigua. — Carnegie Institution of Washington, 1935. — vii, 205 p. — (Supplementary Publication No 16).
Sarton G. Review: [Guide Book to the Ruins of Quirigua by Sylvanus G. Morley] // Isis. — 1936. — Vol. 25, no. 2. — P. 511—513. — JSTOR 225400.
- Morley S. G. The inscriptions of Petén. — Washington, D. C. : Carnegie Institution, 1938. — Vol. I. — xxviii, 468 p. — (Publication No 437).
- Morley S. G. The inscriptions of Petén. — Washington, D. C. : Carnegie Institution, 1938. — Vol. II. — xxii, 608 p. — (Publication No 437).
- Morley S. G. The inscriptions of Petén. — Washington, D. C. : Carnegie Institution, 1938. — Vol. III. — ix, 498 p. — (Publication No 437).
- Morley S. G. The inscriptions of Petén. — Washington, D. C. : Carnegie Institution, 1938. — Vol. IV. — vii, 498 p. — (Publication No 437).
- Morley S. G. The inscriptions of Petén. — Washington, D. C. : Carnegie Institution, 1937. — Vol. V, Part I: Plates. — xxiii, 186 p. — (Publication No 437).
- Morley S. G. The inscriptions of Petén. — Washington, D. C. : Carnegie Institution, 1937. — Vol. V, Part II: Plates. — viii, 41 p. — (Publication No 437).
Pogo A. Review: [The Inscriptions of Petén by Sylvanus Griswold Morley] // Isis. — 1940. — Vol. 32, no. 1. — P. 189—193. — JSTOR 226085.
- Morley, Frances R.; Morley, Sylvanus Griswold. The Age and provenance of the Leyden plate. — Washington, DC : Carnegie Institution of Washington, 1938. — 17 p. — (Contributions to American Anthropology and History no.24).
- Morley, Sylvanus G. Maya Epigraphy // The Maya and their Neighbors / Clarence L. Hay, Ralph Linton, Samuel K. Lothrop, Harry L. Shapiro, and George C. Vaillant[англ.] (eds.). — New York: D. Appleton Century, 1940. — С. 139—149.
- Morley S. G. Archæological Investigations of the Carnegie Institution of Washington in the Maya Area of Middle America, during the Past Twenty-Eight Years // Proceedings of the American Philosophical Society. — 1943. — Vol. 86, no. 2: Symposium on Recent Advances in American Archæology. — P. 205—219. — JSTOR 985099.
- Morley S. G. The Ancient Maya. — London : Oxford University Press; Stanford University Press, 1946. — xxxii, 520 p.
Bernal I. Review: [La Civilización Maya. — Versión española de Adrián Recinos by Sylvanus Griswold MORLEY] :  [исп.] // Boletín Bibliográfico de Antropología Americana. — 1947. — Vol. 10. — P. 223—226. — JSTOR 40977789.
Kroeber A. L. Review: [The Ancient Maya by Sylvanus Griswold Morley] // Pacific Historical Review. — 1947. — Vol. 16, no. 2. — P. 181—183. — JSTOR 3635143.
Satterthwaite L. Review: [The Ancient Maya by Sylvanus Griswold Morley] // The Hispanic American Historical Review. — 1947. — Vol. 27, no. 2. — P. 280—282. — JSTOR 2508421.
Spinden H. J. Review: [The Ancient Maya by Sylvanus Griswold Morley] // The American Historical Review. — 1947. — Vol. 53, no. 1. — P. 92—93. — JSTOR 1843694.
Stirling M. W. Review: Eternal Landscape of the Past. Reviewed Work: The Ancient Maya by Sylvanus G. Morley // The Scientific Monthly. — 1947. — Vol. 64, no. 5. — P. 433—434. — JSTOR 19114.
Strong W. D. Review: [The Ancient Maya by Sylvanus Griswold Morley] // American Anthropologist, New Series. — 1947. — Vol. 49, no. 4, pt. 1. — P. 640—645. — JSTOR 662905.
Wauchope R. Review: [The Ancient Maya by Sylvanus Griswold Morley] // The Mississippi Valley Historical Review. — 1947. — Vol. 33, no. 4. — P. 676—678. — JSTOR 1902834.
Brainerd G. W. Review: [The Ancient Maya by Sylvanus Griswold Morley] // American Antiquity. — 1948. — Vol. 14, no. 2. — P. 133—136. — JSTOR 275230.
Stresser-Péan G.[фр.]. Review: [The ancient Maya by Sylvanus Grisvold Morley] :  [фр.] // L'Année sociologique, Troisième série. — 1948. — Т. 1. — P. 342—343.
Digby A. Review: [The Ancient Maya. (2nd edn.) by Sylvanus G. Morley] // History (New Series). — 1949. — Vol. 34, no. 120/121. — P. 115—117. — JSTOR 24402504.
Thompson J. Eric S. Review: [The Ancient Maya by Sylvanus G. Morley] // American Journal of Archaeology. — 1951. — Vol. 55, no. 4. — P. 448—449. — JSTOR 500287.
Borhegyi S. F. de. Review: [The Ancient Maya. 3rd edition (With «An Appraisal of the Maya Civilization») by Sylvanus Griswold Morley, George W. Brainerd, Betty Bell] // B. B. A. A. Boletín Bibliográfico de Antropología Americana. — 1957. — Vol. 19—20, no. 2. — P. 162—163. — JSTOR 40975529.
Long C. Review: [The Ancient Maya by Sylvanus Morley, George W. Brainerd] // The Journal of Religion. — 1957. — Vol. 37, no. 4. — P. 275—276. — JSTOR 1200355.
Pollock H. E. D. Review: [The Ancient Maya by Sylvanus Griswold Morley] // American Anthropologist, New Series. — 1957. — Vol. 59, no. 3. — P. 567—568. — JSTOR 665944.
Thompson J. Eric S. Review: [The Ancient Maya by Sylvanus Griswold Morley] // American Antiquity. — 1957. — Vol. 22, no. 4. — P. 427—428. — JSTOR 276154.
Morrison P. Review: [The Ancient Maya. Fourth edition by Morley Sylvanus G., Brainerd George W., Sharer Robert J.] // Scientific American. — 1984. — Vol. 250, no. 4. — P. 31—32. — JSTOR 24969341.
Andrews V E. W. Review: [The Ancient Maya by Sylvanus G. Morley, George W. Brainerd, Robert J. Sharer] // American Antiquity. — 1986. — Vol. 51, no. 1. — P. 184—186. — JSTOR 280407.
Kurbjuhn K. Review: [The Ancient Maya by Sylvanus G. Morley, George W. Brainerd] // Anthropos. — 1986. — Vol. 81, no. 4/6. — P. 743—744. — JSTOR 40461281.
- Morley S. G. In Search of Maya Glyphs, from the Archaeological Journals of Sylvanus G. Morley / Edited by Robert H. Lister and Florence C. Lister. — Santa Fe : Museum of New Mexico Press, 1970. — vii, 170 p.
Willey G. R. Review: [In Search of Maya Glyphs: From the Archaeological Journals of Sylvanus Morley by Sylvanus G. Morley] // American Anthropologist, New Series. — 1971. — Vol. 73, no. 6. — P. 1410. — JSTOR 671930.
- The Archaeological Field Diaries of Sylvanus Griswold Morley, 1914—1916 / Edited, annotated, and with introductions by Prudence M. Rice, Christopher Ward. — An electronic publication, published online at Mesoweb, 2021. — xi, 373 p.
- The Archaeological Field Diaries of Sylvanus Griswold Morley. The Spy years: 1917—1918 : The Morley Diary Project, Volume II / Edited, annotated, and with introductions by Christopher Ward, Prudence M. Rice. — An electronic publication, published online at Mesoweb, 2021. — vii, 439 p.
- The Archaeological Field Diaries of Sylvanus Griswold Morley: Quirigua, 1912 and 1919 : The Morley Diary Project, Volume III / Edited, annotated, and with introductions by Christopher Ward, Prudence M. Rice. — An electronic publication, published online at Mesoweb, 2022. — vi, 301 p.

### Некролог и рецензии, написанные Сильванусом Морли
- Morley S. G. Review: [ Ancient Civilizations of Mexico and Central America by Herbert J. Spinden] // American Anthropologist, New Series. — 1918. — Vol. 20, no. 1. — P. 209—213. — JSTOR 660085.
- Morley S. G. Joseph Thompson Goodman // American Anthropologist, New Series. — 1919. — Vol. 21, no. 4. — P. 441—445. — JSTOR 660570.
- Morley S. G. Review: [Landa's Relación de las Cosas de Yucatán. by Alfred M. Tozzer] // The Hispanic American Historical Review. — 1942. — Vol. 22, no. 1. — P. 138—140. — JSTOR 2507029.
- Morley S. G. Review: [A New Approach to Maya Hieroglyphs by W. Jos. de Gruyter] // American Journal of Archaeology. — 1946. — Vol. 50, no. 3. — P. 444—445. — JSTOR 499484.

## Комментарии
1. ↑  В отчёте были заявлены следующие показатели: за 57 дней экспедиции было преодолено 464 мили на мулах (в среднем 20 в день) и 274 мили по воде (33 в день). Общее время пребывания в Тикале составило десять дней. Чистое время работы с древними руинами составило 17½ дней. Во время перехода Морли дважды падал с лошади, а однажды его лягнул мул и повредил учёному руку; ещё один мул был укушен змеёй и через час издох[29].
2. ↑  Объём дневника Морли за апрель 1917 — май 1919 годов составляет 1050 машинописных страниц[39].
3. ↑  В монографии «Надписи Копана» С. Морли кратко коснулся роли землетрясений в обществе древних майя, но минимизировал их влияние, и полагал, что тектонические явления не внесли своего вклада в разрушение осмотренных им древних построек. В обобщающем труде «Древние майя» землетрясения не упоминаются[43].
4. ↑  Морли в 1931 году принимал в Чичен-Ице Леопольда Стоковского, который провёл в руинах четыре дня и консультировал учёного по вопросам акустики. Археолог даже заразил его идеей сыграть симфонический концерт на вершине пирамиды, но этот проект так и не был реализован[65].
5. ↑  Фотоархив Морли сохранился лишь частично; негативы, выполненные для Института Карнеги, были переданы Музею Пибоди после расформирования исторического отдела Института. Часть фотографий Морли хранил археолог Сэмюэл Лотроп, который сотрудничал с ним по делам разведки. Эта часть фотоархива, по-видимому, готовилась для публикации: многие отпечатки снабжены этикетками и пронумерованы. По словам Кристофера Уорда и Пруденс Райс (исследователей архива Морли и издателей его дневника), фотографии, выполненные Сильванусом, сильно уступают по качеству работам, выполненным майянистами предыдущего поколения — Модсли и Малером. Частично это объяснялось тем, что множество фото было сделано в условиях влажных тропиков, когда фотоэмульсия страдала от жары, а камера и плёнки регулярно промокали под дождями и при пересечении бродов. Вопрос о типе фотоаппарата, используемого Морли, не решён. Малер и Модсли в своих длительных экспедициях использовали стационарные фотокамеры со стеклянными фотопластинками (форматом 4 × 5 и 5 × 7 дюймов), которые покрывали фотоэмульсией по технологии мокрого коллодия непосредственно перед съёмкой. Это давало контрастные и качественные изображения. В экспедициях 1914—1916 годов Морли пользовался плёночными фотоаппаратами, но не упоминал марку своей камеры ни в дневнике, ни в переписке. Убедившись в скверном качестве снимков, в бюджет археологической экспедиции 1917 года было заложено использование стеклянных фотопластинок. Кофр для камеры и хранения 600 стеклянных пластин был оценён в 153 доллара и ещё 50 долларов на «химикаты». По документам всё это было продукцией фирмы Kodak. В дневниках упоминается, что он по-прежнему пользовался плёночными камерами и владел портативной проявочной лабораторией, которую было легко развернуть в гостиничном номере[73].
6. ↑  В сезон 1937 года чета Морли посетила раскопки Киригуа и Копана, пользуясь авиацией, и в Киригуа Сильванус обитал в гостинице для лётного персонала. Руины Вашактуна в тот раз он тоже обозревал с воздуха[80].
7. ↑  Это была идея этнографа Элис Каннингем Флетчер[англ.], которую раздражало, что Институт имеет отделения в Риме, Афинах и Палестине, но не в США. Санта-Фе был избран как потому, что Хьюитт работал там главой педагогического училища, так и множества индейских резерваций в окрестностях. Кроме того, губернатор территории Нью-Мексико предоставил в распоряжение школы колониальный губернаторский дворец[91].
8. ↑  Предположительно, именно Морли заинтересовал Хьюитта мезоамериканской тематикой и в переписке 1909 года призывал его посетить Гватемалу. Из той же переписки следует, что Хьюитт всерьёз думал о многолетнем стационарном проекте в Паленке и Ч. Боудич добился от мексиканского правительства пятилетней концессии на раскопки и гарантировал финансирование, финансирование обещал и У. Биксби из Сент-Луиса. Проект в конце концов так и не начался, так как Боудич присоединился к кампании Ф. Боаса по переносу Археологической школы в Мехико (по аналогии с Американскими школами в Афинах и Риме). В академическом сообществе США Хьюитт был «чужаком», ибо не входил в узкий круг антропологов-археологов Восточного побережья, и даже докторскую диссертацию по археологии американского Юго-Запада защищал в Женеве. При этом он плохо знал французский язык и диссертационная комиссия отказалась проводить докторский диспут из-за сложностей коммуникации. Перевод диссертации Хьюитта на английский язык («Ancient Communities in the American Desert: Archeological Research on the Distribution and Social Organization on the Ancient Populations of the Southwestern United States and Northern New Mexico») был опубликован только в 1993 году[94].
9. ↑  Жёсткая критика методов Морли и его окружения началась ещё в 1940-е годы, и ретроспективный анализ показывает, что в те годы восторжествовал гиперкритический подход. В 1940 году гарвардский антрополог Клайд Клакхон назвал археологов Карнеги «слегка замаскировавшимися антикварами», которые в своей работе «почти полностью игнорируют категории „методологии“ и „теории“… Если они используют слово „теория“ вообще, они склонны использовать его как уничижительный синоним для предположения»[97]. П. Райс и К. Уорд считали, что доля правоты в критике Клакхона была, ибо раскопки Морли и его коллег не предполагали проверки никакой теории, а, напротив, стремились установить хронологическую канву истории майя (в терминологии критика «стремление объяснить эти явления во всей их исторической уникальности, а не желание извлечь из событий то, что имеет отношение к повторяющимся закономерностям человеческого поведения»). В теоретическом плане к построениям Морли вполне применимо понятие «наивности». Напротив, в собственно археологическом смысле группа Морли-Киддера внесли огромный вклад в мезоамериканские исследования. Им удалось наладить долгосрочные проекты и разработать хорошо организованные планы раскопок археологических памятников, действуя в экстремальных природных (влажный тропический климат), материально-технических (отсутствие дорог и транспорта) и политических (мятежи и восстания) обстоятельствах. Хорошее финансирование позволяло планировать работы на десятилетия вперёд и осуществлять оперативную и полную публикацию результатов исследований, что позволяло добиться доступности в научной среде и общественного признания. В отличие от правления музеев, руководство Института Карнеги не рассматривало раскопки как средство «добычи» материала для пополнения коллекций. В 1929—1930 годах Киддер привлёк Чарльза Линдберга для широкомасштабной воздушной разведки перспективных мест раскопок в восточной части Юкатана, существенно опередив современные тенденции[98].
10. ↑  Поскольку земли, на которых располагались руины Чичен-Ицы, входили в асьенду, принадлежавшую Эдварду Томпсону, изначально предполагалось арендовать их. В конце концов владелец предложил выкупить интересующие археологов участки за 70 000 долларов, Эдгар Хьюитт сумел быстро собрать 20 000 долларов, но из-за противодействия гарвардских специалистов сделка была сорвана. Именно это привело к переезду Хьюитта и Морли в Киригуа[99].
11. ↑  По состоянию на 1914 год, Институт Карнеги располагал уставным капиталом в 22 миллиона долларов (примерно 615 миллионов в ценах 2022 года) и выделил на научные исследования 925 000 долларов (26 миллионов в ценах 2022 года). Устав института предоставлял абсолютную свободу руководителям проектов, ограничиваясь общей фразой «использования полученных знаний на благо человечества»[101].
12. ↑  Эдгар Хьюитт в письме Морли от 4 июня 1909 года предложил следующие критерии выбора места для долговременной стационарной экспедиции[99]:
  1. Научная значимость места.
  2. Величина городища, которая должна обеспечить постоянное поле для исследований.
  3. Стратегическое положение городища по отношению к местностям, занятым майя и родственным им культурам.
  4. Возможность круглогодичной работы в той или иной форме.
  5. Наличие постоянной и качественной рабочей силы.
  6. Возможность проезда на раскопки из центрального офиса в Санта-Фе.
  7. Наличие здоровой воды, местности и пищи, позволяющих обеспечить комфорт и эффективность работы научного персонала.
13. ↑  Помимо сезонов 1910—1912 и 1914 годов, Морли побывал в Киригуа в марте 1915 года (и зарисовал надписи на вновь найденной стеле «S»), в феврале 1916 года по пути в Вашактун, и в июне и декабре 1917 года по делам разведслужбы. После сезона 1919 года, Морли на короткое время посетил руины в июне 1920 и январе 1922 годов; работал над эпиграфическими памятниками в апреле — мае 1923 года, и вновь на короткое время приезжал в апреле 1928 и январе 1934 годов[105].
14. ↑  Первая объёмная монография Морли называлась «Введение в изучение иероглифов майя»; в дневнике под 1 января 1912 года помечено, что «поставлена точка в magnum opus»[109]. Впрочем, по ряду причин книга вышла только в 1915 году (в серии бюллетеней Бюро этнологии Смитсоновского института под № 57) и была практически проигнорирована рецензентами. Содержательно она была посвящена вопросам календаря, расширив корпус надписей и предоставив исследователям обширные таблицы, подытоживавшие открытия того времени[110]. Экземпляры отпечатанного труда Морли охотно показывал и дарил коллегам, посетителям на раскопках и всем, кто проявлял хоть какой-то интерес. Например, в дневнике от 4 мая 1919 года упоминается, что «Бюллетенем № 57» заинтересовался некто полковник Монсон, побывавший на раскопках в Киригуа, и даже заказал несколько экземпляров, видимо, «не только из вежливости»[111]. В позднейшей историографии чаще всего упоминается, что во «Введении…» Морли допускал существование исторических сведений в надписях майя, тогда как после 1920-х годов он отказался от этой идеи[112].
15. ↑  В 1919 году С. Морли откликнулся на кончину Джозефа Гудмана. В написанном им некрологе подчёркивалось, что невадский журналист самостоятельно повторил открытие Эрнста Фёрстенмана и определил исходную дату отсчёта времени в календаре майя (день 4 Ахав 8 Кумху), а также отождествил лицевые формы иероглифов для числительных и составил корреляционную формулу и серию таблиц, избавивших майянистов от трудоёмких вычислений[117].
16. ↑  В книге «Древние майя» он писал: «Надписи майя… преимущественно касаются хронологии, астрологии… и религиозных материй. Они ни в коем случае не являются проявлениями самопрославления и самовосхваления, как царские надписи Египта, Ассирии и Вавилонии…, не повествуют о царских завоеваниях, не рассказывают об имперских свершениях…»[122]. Уже в 1960-е годы, благодаря работам Татьяны Проскуряковой и Генриха Берлина, постепенно возникло понимание, что именно эти сюжеты были широко представлены и в царских записях майя[123].
17. ↑  Необходимость пересчёта дат ощущалась ещё в 1980-е годы, как об этом свидетельствует рецензия немецкого майяниста Корнелии Курбьюн[128].
18. ↑  Это издание было обозначено как третье, второе, выпущенное в 1947 году, было стереотипным.
19. ↑  Сильванус Морли вёл дневники в 1905—1947 годах; общий их корпус составляет тридцать девять книжек, включающих более десяти тысяч рукописных страниц. Последняя треть его жизни менее последовательно отражена в дневниковых записях, поскольку он вёл их только во время поездок в Мексику и Гватемалу, не отражая своей повседневной административной и популяризаторской деятельности. По завещанию С. Морли, его архив и библиотека перешли Музею Нью-Мексико, однако дневник был передан в распоряжение Альфреда Киддера, который более сорока лет дружил с майянистом[69]. В общем, Морли не был педантом, и содержание его записей сочетает рабочие и личностные моменты, хотя рассуждений о частной жизни или дружеских отношений немного. Манера описаний археологических путешествий со временем менялась: в сезон 1914 года записи лапидарны, из живых подробностей неизменно фиксируется еда, к которой археолог был привередлив. Со временем, когда он осознал, что дневник является документом и литературной основой объёмных археологических монографий, записи становятся пространными и подробно описывают все события, случившиеся за день[140].
20. ↑  Элис осталась жить в Санта-Фе и вторично вышла замуж за друга семьи Теодора Николаса Эспе. Их дочь Энн (в замужестве Диц, 1917—2000) сама сделалась археологом, принимала участие в раскопках Каньона Чако и до конца жизни управляла книжным магазином в Альбукерке[142].
21. ↑  В 1923 году в Вашингтоне Морли переживал влюблённость в особу, моложе него на пятнадцать лет (имя девушки не упоминалось биографами), они даже переписывались, когда он был в Мексике. Это не мешало ему заводить интрижки в Мериде: так, в дневнике предельно откровенно описано общение сразу с тремя «гуриями»: индейскими или метисными певицами и танцовщицами Маргаритой, Изолиной и Чолой, две из которых говорили по-английски. Общался он и с креолкой из высшего общества Адрианой, которая шесть лет проучилась в Нью-Йорке; Морли отмечал, что у креолов за минувшее десятилетие улучшился вкус в одежде и украшениях; только узкий круг аристократов по уму и образованности ни в чём не уступал европейцам. Общение с Адрианой продолжалось и в сезон 1924 года, но далее она никогда не упоминалась ни в дневнике, ни в переписке[144].
22. ↑  В списках награждённых, опубликованных на официальном сайте Американского философского общества, Сильванус Морли отсутствует[151].

### Воспоминания и некрологи
- Aitken B. Obituaries: Edgar Lee Hewett, 1865—1946, Sylvanus Griswold Morley, 1883—1948 // Man. — 1950. — Vol. 50. — P. 30—32. — JSTOR 2793299.
- Morleyana : a collection of writings in memoriam Sylvanus Griswold Morley, 1883—1948 / Ed. by A. J. O. Anderson. — Santa Fe, NM : The School of American Research and the Museum of New Mexico, 1950. — xi, 268 p.
- Roys R. L., Harrison M. W. Sylvanus Griswold Morley, 1883—1948 // American Antiquity. — 1949. — Vol. 14, no. 3. — P. 215—221. — JSTOR 275599.
- Barrera Vásquez A. Sylvanus Griswold Morley (1883—1948) :  [исп.] // Boletín Bibliográfico de Antropología Americana. — 1948. — Vol. 11. — P. 368—369. — JSTOR 40976925.
- Thompson J. Eric S. Sylvanus Griswold Morley, 1883—1948 // American Anthropologist, New Series. — 1949. — Vol. 51, no. 2. — P. 293—297. — JSTOR 664111.

### Монографии и статьи

#### На европейских языках (с указанием рецензий)
- Boas F. Scientists as Spies // Anthropology Today. — 2005. — Vol. 21, no. 3. — P. 27. — First published at «The Nation», Vol. CIX, No 2842, December 20, 1919. — JSTOR 3695027.
- Browman D. L. Cultural Negotiations: The Role of Women in the Founding of Americanist Archaeology. — Norman : University of Nebraska Press, 2013. — xiii, 354 p. — (Critical Studies in the History of Anthropology). — ISBN 978-0-8032-4381-1. — JSTOR j.ctt1ddr8bp.
- Brunhouse R. L. Sylvanus G. Morley and the World of the Ancient Mayas. — Norman : University of Oklahoma Press, 1971. — x, 353 p. — ISBN 0-8061-0961-0.
Coe M. D. Review: [Sylvanus G. Morley and the World of the Ancient Mayas by Robert L. Brunhouse] // The Hispanic American Historical Review. — 1973. — Vol. 53, no. 1. — P. 116—117. — JSTOR 2512530.
Digby A. Review: [Sylvanus G. Morley and the World of the Ancient Mayas by Robert L. Brunhouse] // Journal of Latin American Studies. — 1973. — Vol. 5, no. 2. — P. 290—291. — JSTOR 155814.
Webb M. C. Review: [Sylvanus G. Morley and the World of the Ancient Mayas by Robert L. Brunhouse] // American Anthropologist, New Series. — 1973. — Vol. 75, no. 4. — P. 1136—1138. — JSTOR 673250.
- Chichén Itzá, Yucatán, México. Sylvanus G. Morley 1946 / Edited by John M. Weeks Nuria Matarredona Desantes. — Oxford : BAR Publishing, 2015. — v, 112 p. — (Paris Monographs in American Archaeology 39). — ISBN 9781407343334.
- Deuel L. Conquistadors without swords: Archaeologists in the Americas : an account with original narratives. — New York : Schocken Books, 1974. — xxi, 599 p.
- Harris C. H., Sadler L. R. The Archaeologist was a Spy: Sylvanus G. Morley and the Office of Naval Intelligence. — University of New Mexico Press, 2003. — xiv, 450 p. — ISBN 0-8263-2937-3.
Barlow J. G. Review: [The Archaeologist Was a Spy: Sylvanus G. Morley and the Office of Naval Intelligence by Charles H. Harris, Louis R. Sadler] // The Journal of Military History. — 2003. — Vol. 67, no. 4. — P. 1311—1312. — JSTOR 3396923.
Buchenau J. Review: [The Archaeologist Was a Spy: Sylvanus G. Morley and the Office of Naval Intelligence by Charles H. Harris and Louis R. Sadler] // The Americas. — 2004. — Vol. 60, no. 3, Special Issue on Material Culture. — P. 460—461. — JSTOR 4144644.
Schoonover T. Review: [The Archaeologist Was a Spy: Sylvanus G. Morley and the Office of Naval Intelligence Charles H. Harris, III, Louis R. Sadler] // The American Historical Review. — 2004. — Vol. 109, no. 2. — P. 547—548. — JSTOR 10.1086/530422.
Sullivan P. Review: [The Archaeologist Was a Spy: Sylvanus G. Morley and the Office of Naval Intelligence by Charles H. Harris and Louis R. Sadler] // American Anthropologist. — 2004. — Vol. 106, no. 4. — P. 762—763. — JSTOR 3567214.
- Kidder A. V. The Diary of Sylvanus G. Morley // Proceedings of the American Philosophical Society. — 1959. — Vol. 103, no. 6, Studies of Historical Documents in the Library of the American Philosophical Society. — P. 778—782. — JSTOR 985392.
- Patterson T. C. A Social History of Anthropology in the United States. — Second edition. — Abingdon, New York : Routledge, 2021. — ix, 230 p. — ISBN 978-1-350-07621-1.
- Pérez de Lara, Jorge. A Brief History of the Site and Archaeology of Chichen Itza. Mesoweb Features. Mesoweb (n.d.). Дата обращения: 25 октября 2005. Архивировано 7 апреля 2012 года.
- Sharer R. J.; L. P. Traxler. The Ancient Maya. — 6th, fully revised ed. — Stanford University Press, 2006. — 931 p. — ISBN 0-8047-4817-9.
- Stuart G. E. Review: Some Recent Books on Maya Hieroglyphic Writing // Latin American Research Review. — 1982. — Vol. 17, no. 1. — P. 255—262. — JSTOR 2502955.
- Villela, Khristaan D. Morley Hires Tatiana Proskouriakoff // The PARI Journal. — 2000. — Vol. I, no. 2. — P. 1—11. — ISSN 1531-5398.
- Ward C. and Rice P. M. The Morley-Shook Map of the Carnegie Institution of Washington Central American Expeditions, 1914—1934. Mesoweb (2021).

#### На русском языке
- Керам К. В. Боги, гробницы, учёные / Пер. с нем. А. С. Варшавского. — М. : Издательство иностранной литературы, 1963. — 400 с.
- Ко, Майкл. Разгадка кода майя: как учёные расшифровали письменность древней цивилизации / перевод с английского Д. Д. Беляева. — М. : Эксмо, 2021. — 416 с. — (Кругозор Дениса Пескова). — ISBN 978-5-04-109243-6.
- Рус А. Народ майя / Пер. с исп. Э. Г. Александренкова; Науч. ред. и авт. предисл. В. И. Гуляев. — М. : Мысль, 1986. — 254 с.
- Савченко  И. А. «Отец майяской археологии», популяризатор науки, агент спецслужб: Сильванус Г. Морли и его вклад в изучение культуры древних майя // Вестник Литературного института имени А. М. Горького. — 2015. — № 4. — С. 118—121. — ISSN 20577.